# Französische Rugby-Union-Nationalmannschaft
Die französische Rugby-Union-Nationalmannschaft (französisch Équipe de France de rugby à XV) ist die Nationalmannschaft Frankreichs in der Sportart Rugby Union und repräsentiert das Land bei allen Länderspielen (Test Matches) der Männer. Die organisatorische Verantwortung trägt die Fédération française de rugby (FFR). Jedes Jahr nimmt die Mannschaft am Turnier Six Nations teil, zusammen mit England, Irland, Italien, Schottland und Wales. Bisher gewann Frankreich den Titel 19 Mal, einschließlich zehn Grand Slams, und teilte sich weitere acht Titelgewinne.
Seine wichtigsten internationalen Auftritte hat das Team bei den seit 1987 alle vier Jahre stattfindenden Weltmeisterschaften. Seit der ersten Austragung erreichte Frankreich bei allen Weltmeisterschaften mindestens das Viertelfinale. Die Mannschaft stand dreimal im Finale (1987, 1999 und 2011), unterlag aber gegen Neuseeland, Australien und wieder Neuseeland. Frankreich war Gastgeber der Weltmeisterschaft 2007 und der Weltmeisterschaft 2023.
Die Geschichte des französischen Rugbys geht auf das Jahr 1872 zurück, als britische Einwanderer den Sport mit nach Frankreich brachten. Am Neujahrstag 1906 bestritt Frankreich in Paris sein erstes Test-Match gegen die „All Blacks“ aus Neuseeland. Das Team spielte danach sporadisch gegen die Home Nations, bis es 1910 zu ihrem jährlich stattfindenden Turnier eingeladen wurde (den heutigen Six Nations). Frankreich nahm auch an den Rugbyturnieren früher Olympischer Spiele teil und gewann bei den Olympischen Spielen 1900 die Goldmedaille sowie in den 1920er Jahren zwei Silbermedaillen. Die Nationalmannschaft erzielte in den 1950er und 1960er Jahren weitere Erfolge, als sie 1959 erstmals das Five-Nations-Turnier gewinnen konnte und 1968 den ersten Grand Slam schaffte.
Traditionell spielt Frankreich in blauen Trikots, weißen Hosen und roten Socken – also in den Farben der Flagge Frankreichs. Neben ihrer Kurzbezeichnung XV de France (XV bzw. quinze entspricht den 15 Spielern) trägt die Mannschaft daher auch die Spitznamen les Tricolores und les Bleus. Das Mannschaftslogo ist ein goldener gallischer Hahn auf einem roten Wappenschild. Frankreich bestreitet seine Heimspiele in verschiedenen Stadien, wobei die meisten im Stade de France im Pariser Vorort Saint-Denis stattfinden. 2002 zeichnete World Rugby die französische Nationalmannschaft als „Mannschaft des Jahres“ aus. Zwölf französische Rugbyspieler wurden in die World Rugby Hall of Fame aufgenommen.

## Organisation

Lage aller Mannschaften, die an der französischen Top 14 teilnahmen (rote Punkte); in Rot umrandet Okzitanien, das traditionelle Zentrum des Rugbysports in Frankreich

Verantwortlich für die Organisation von Rugby Union in Frankreich ist die Fédération française de rugby (FFR). Sie wurde am 13. Mai 1919 gegründet und trat an die Stelle der Rugby-Kommission des polysportiven Verbandes Union des sociétés françaises de sports athlétiques. Die FFR wiederum gründete 1934 die Fédération internationale de rugby amateur (FIRA) als Konkurrenz zum International Rugby Football Board (IRFB; heute World Rugby), dem sie erst 1978 beitrat. Vor allem in Okzitanien im Süden Frankreichs war der Sport jahrzehntelang viel kleinteiliger strukturiert, entsprechend der deutlich größeren Beliebtheit dort. Im Norden des Landes deckten die einzelnen Teilverbände dagegen geografisch weitaus größere Gebiete ab. Im Rahmen einer grundlegenden Strukturreform der FFR im Jahr 2018 wurden die 26 bisherigen Teilverbände zu 13 zusammengeschlossen, deren Gebiet nun weitgehend jenen der Regionen Frankreichs entspricht.
Drei Teilverbände sind grenzüberschreitend: Der Ligue régionale Auvergne-Rhône-Alpes de rugby gehört auch ein Verein aus der Schweiz an, während Andorra und Monaco von der Ligue régionale Occitanie de rugby bzw. der Ligue régionale Provence Alpes Côte d'Azur de rugby mitbetreut werden. Für die Organisation des professionellen Spielbetriebs ist die Ligue nationale de rugby zuständig; sie beaufsichtigt die beiden obersten Ligen, die Top 14 mit 14 Mannschaften und die Pro D2 mit 16 Mannschaften. Der nationalen Meisterschaft übergeordnet sind die zusammen mit Mannschaften aus England, Irland, Italien, Schottland und Wales ausgetragenen internationalen Pokalwettbewerbe European Rugby Champions Cup und EPCR Challenge Cup.
Neben der eigentlichen Nationalmannschaft ruft die FFR weitere Auswahlmannschaften zusammen. Wie andere Rugbynationen verfügt Frankreich über eine U-20-Nationalmannschaft, die an den entsprechenden Six Nations und Weltmeisterschaften teilnimmt. Kinder und Jugendliche werden bereits in der Schule an den Rugbysport herangeführt und je nach Interesse und Talent beginnt dann die Ausbildung. Die zweite Nationalmannschaft Frankreichs stellt seit der Saison 2017/18 der Barbarian Rugby Club.

## Geschichte

### Frühe Jahre

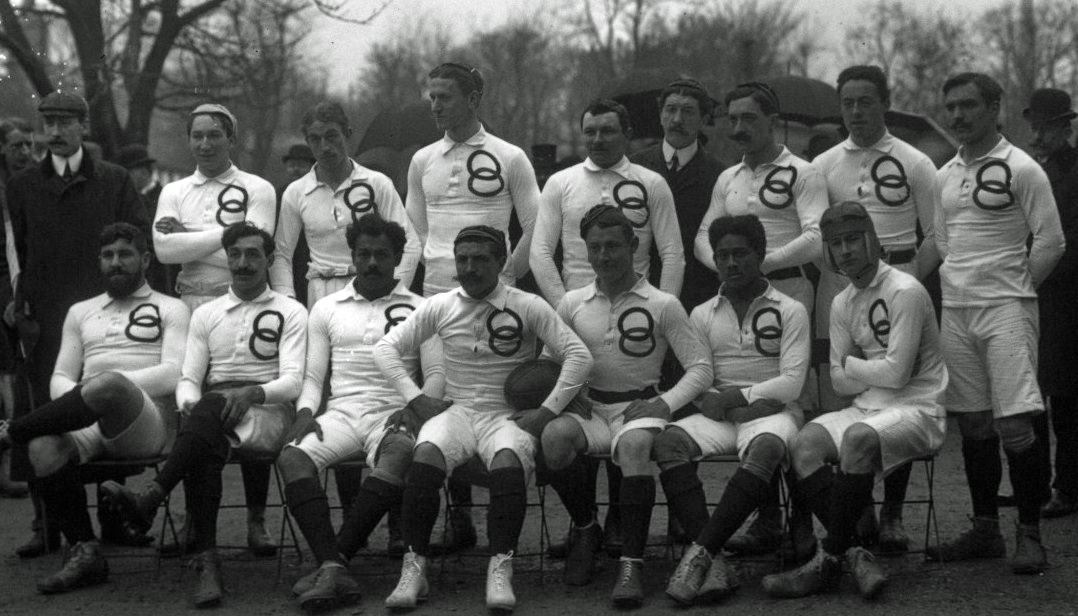
Die erste französische Nationalmannschaft, die am Neujahrstag 1906 das erste Test Match gegen Neuseeland bestritt

In Le Havre lebende britische Kaufleute führten den Rugbysport ein und gründeten dort im Jahr 1872 den ersten Verein Frankreichs, den Le Havre AC. Bald darauf machten die Briten den Sport auch in der Hauptstadt Paris bekannt. Von dort aus begann er sich über Schulen und Universitäten im Rest des Landes auszubreiten. Zwar liegen die Ursprünge im Norden, doch Rugby erfreute sich im Süden weitaus größerer Beliebtheit. In Paris war Rugby – ähnlich wie in England – ein Sport der Oberschicht und des elitären Bürgertums. Hingegen zog er im Süden vor allem Bauern und im Weinbau beschäftigte Arbeiter in seinen Bann. Rugby galt dort als Ausdruck des Widerstands gegen die kulturelle Dominanz der Hauptstadt. Viele laizistisch eingestellte Lokalpolitiker förderten diesen Sport gerade auch deshalb, weil der Klerus der römisch-katholischen Kirche ihn als gewalttätig und sündhaft empfand. Ebenso sah die Bevölkerung darin ein Mittel, jahrhundertealte lokale Rivalitäten zwischen einzelnen Tälern, Kleinstädten und Dörfern zu pflegen.
Der 1890 gegründete Sportverband Union des sociétés françaises de sports athlétiques (USFSA), der damals mehrere Sportarten umfasste, veranstaltete 1892 die erste Rugby-Meisterschaft (Vereine von außerhalb der Hauptstadtregion Île-de-France durften jedoch erst ab 1898 teilnehmen). Ein Jahr später stellte die USFSA eine aus Spielern der Pariser Vereine Racing Club de France und Stade Français zusammengesetzte nationale Auswahl zusammen, die zu Spielen gegen englische Klubs reiste. Bei den Olympischen Sommerspielen 1900 in Paris fand auch ein Rugbyturnier statt und die USFSA stellte erneut eine Auswahlmannschaft zusammen. Nach Siegen gegen Großbritannien (27:8; vertreten durch die Moseley Wanderers) und Deutschland (27:17; vertreten durch den SC Frankfurt 1880) gewann Frankreich die Goldmedaille. Das damalige französische Team wird jedoch nicht als offizielle Nationalmannschaft betrachtet.
Am 1. Januar 1906 fand vor 3000 Zuschauern im Pariser Parc des Princes das erste offizielle Test Match statt. Frankreich verlor mit 8:38 gegen die All Blacks aus Neuseeland, die damals durch Europa tourten. Später schrieben die neuseeländischen Spieler Dave Gallaher und Billy Stead im Magazin The Complete Rugby Footballer den folgenden prophetisch anmutenden Satz über das französische Rugby:

“We are strongly of the opinion that the game will spread in their country and that in the course of time they will put a team in the field which will command the utmost respect of any other.”

„Wir sind sehr überzeugt davon, dass sich das Spiel in ihrem Land ausbreiten wird und dass sie mit der Zeit eine Mannschaft werden aufstellen können, die den allergrößten Respekt aller anderen verlangen wird.“

Das erste Spiel gegen England fand am 22. März 1906 ebenfalls in Paris statt; diesmal verlor Frankreich mit 8:35. Das erste Auswärtsspiel folgte am 5. Januar 1907 im Athletic Ground in Richmond gegen England und ging mit 13:41 verloren. Zwei Tage zuvor traf eine weitere französische Auswahl im Parc des Princes auf die Springboks aus Südafrika. Das französische Team bestand ausschließlich aus Spielern von Stade Français und Racing Club de France. Da die besten Spieler bereits in England weilten, hatte dieses Spiel keinen Test-Match-Status. Nur zwei Spieler hatten internationale Erfahrung; entsprechend waren die Franzosen deutlich unterlegen und mussten sich mit 6:55 geschlagen geben, wobei die Südafrikaner 13 Versuche legten.

### Five Nations und Olympische Spiele

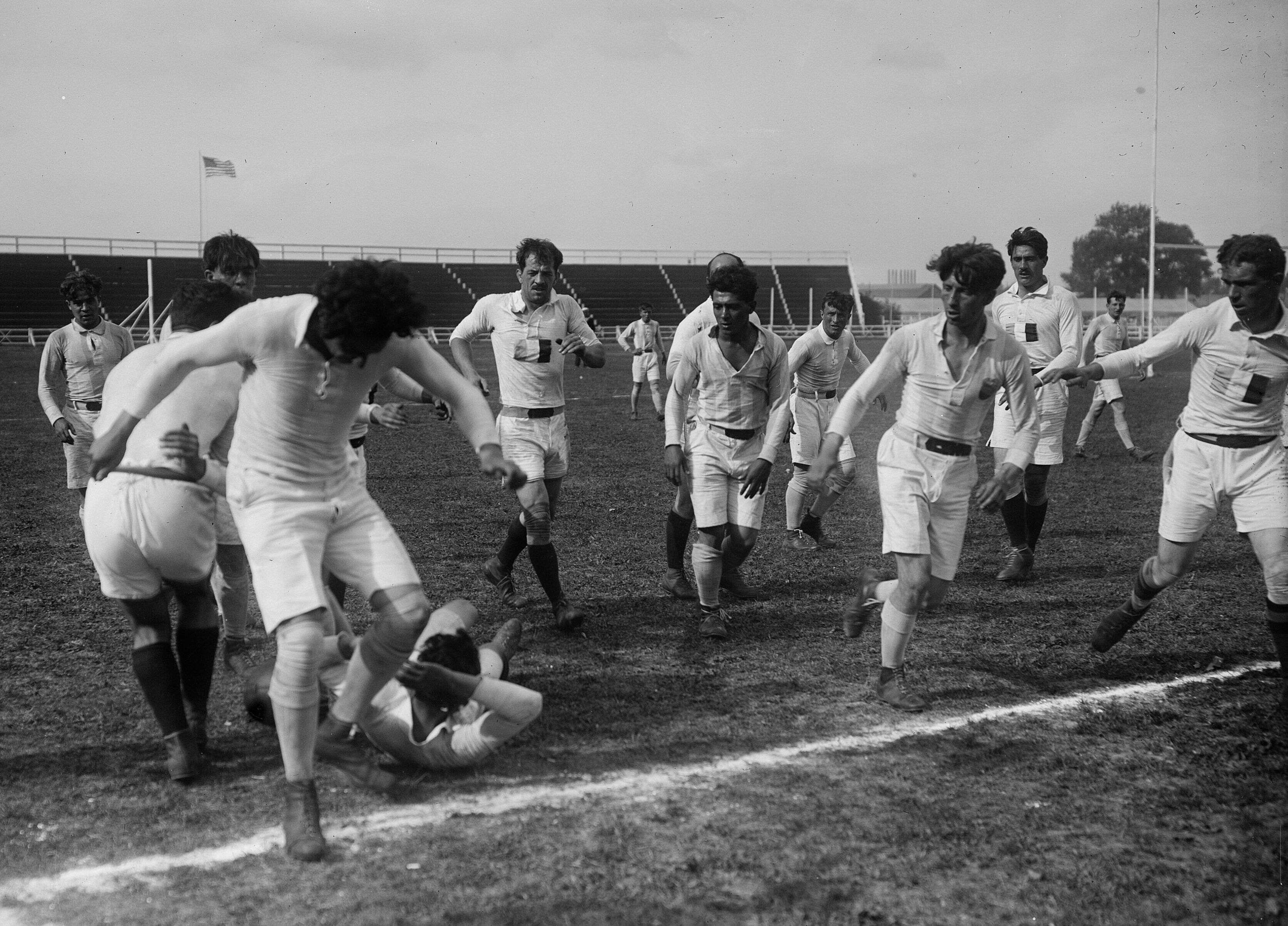
Rumänien gegen Frankreich bei den Interalliierten Spielen 1919

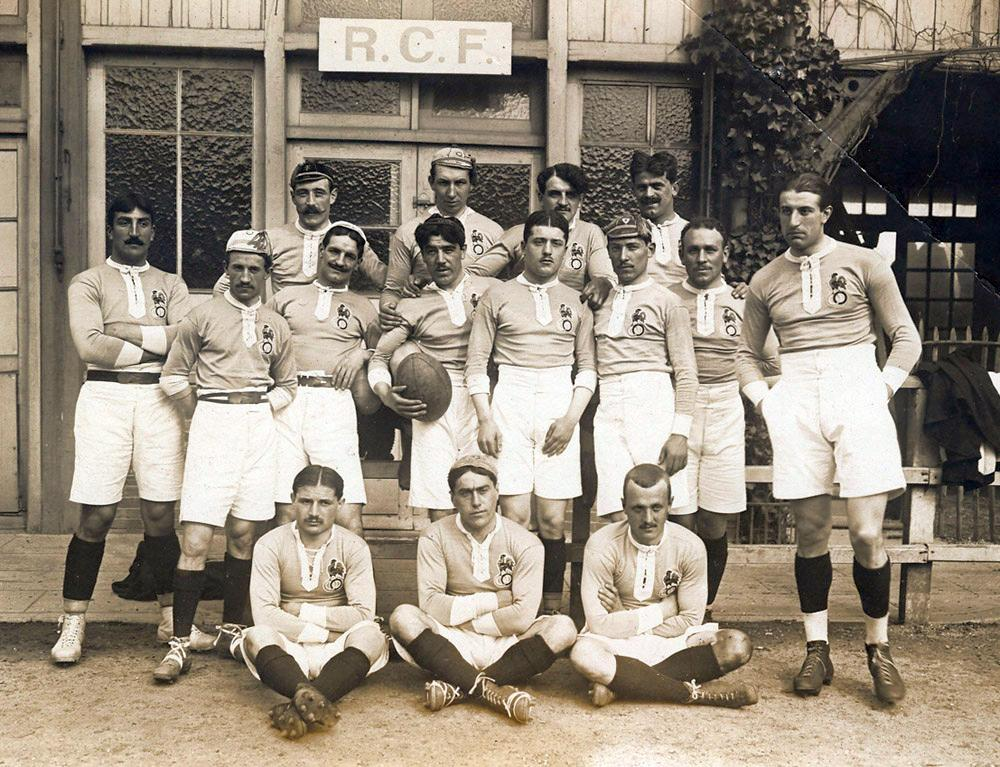
Die französische Mannschaft vor dem Spiel gegen England 1914

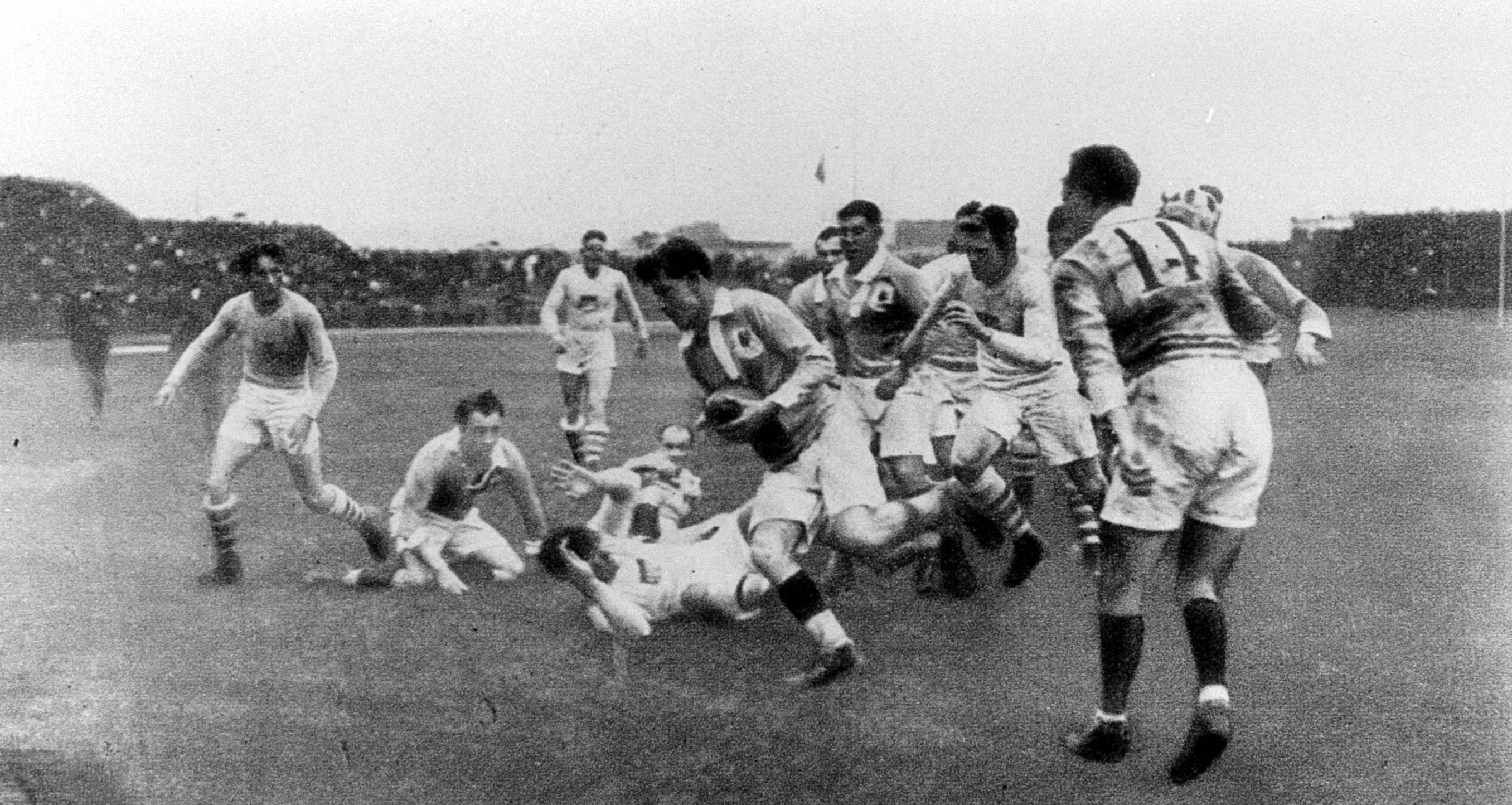
Finale des olympischen Turniers 1924 gegen die USA

1908 und 1909 trafen die Franzosen erstmals auf Wales und Irland, wobei diese beiden Auswärtsspiele ebenfalls mit Niederlagen endeten. Die Verbände der britischen Home Nations luden die Franzosen daraufhin zu ihrem jährlichen Turnier ein, womit aus der bisherigen Home Nations Championship das Five Nations (heute Six Nations) wurde. Kurz vor der Abreise zum ersten Spiel der Five Nations 1910 gegen Wales versammelten sich lediglich 14 Spieler im Bahnhof Paris-Saint-Lazare, also ein Mann weniger als für ein vollständiges Team erforderlich. Der Teammanager konnte gerade noch rechtzeitig in einer nahe gelegenen Gemäldegalerie einen ihm bekannten Ersatzspieler finden und ihn zur Reise nach Swansea überreden. Im weiteren Verlauf dieses Turniers kam es zur ersten Begegnung mit Schottland. Den ersten Sieg im Rahmen von Five Nations konnte Frankreich 1911 gegen Schottland feiern (ein knappes 16:15), ansonsten gab es bei den ersten sechs Turnierteilnahmen ausschließlich Niederlagen. Am 11. Januar 1913 waren die Südafrikaner auf ihrer Europatour in Frankreich zu Gast; das erste Test Match zwischen beiden Teams endete mit einem 38:5-Sieg der Springboks.
Der Erste Weltkrieg sorgte für eine fünfjährige Unterbrechung des internationalen Spielbetriebs. Sechs Monate nach dem Waffenstillstand trafen die Franzosen am 11. Mai 1919 in einem inoffiziellen Spiel auf die Auswahl der in Europa stationierten neuseeländischen Armee und verloren knapp mit 13:14. Zwei Tage später machte sich die Rugby-Kommission der USFSA selbstständig und gründete mit der Fédération française de rugby (FFR) einen eigenen Verband. Beim Five Nations 1920 gelang der erste Sieg gegen Irland. Frankreich war beim Rugbyturnier der Olympischen Spiele 1920 in Antwerpen der einzige Teilnehmer neben der Nationalmannschaft der Vereinigten Staaten. Im einzigen Spiel des Turniers verloren die Franzosen überraschend mit 0:8, sodass ihnen lediglich die Silbermedaille blieb. Einige Wochen später revanchierten sich die Franzosen in Paris mit einem Sieg.
Bei den Olympischen Spielen 1924 in Paris stand Rugby Union zum letzten Mal auf dem Programm. Die Gastgeber konnten im ersten Spiel Rumänien klar mit 59:3 bezwingen und standen im Finale erneut dem Team der USA gegenüber. Das Turnier war äußerst kontrovers: Zunächst war den Amerikanern zwölf Stunden lang die Einreise nach Frankreich verweigert worden, danach erhielten sie keinen Trainingsspielplatz zur Verfügung gestellt. Mit reißerischen Berichten fachte die Presse die antiamerikanische Stimmung weiter an. Im Finale, das vor 30.000 aufgehetzten Zuschauern im Stade Olympique Yves-du-Manoir stattfand, verloren die Franzosen mit 3:17, obwohl sie eigentlich die klaren Favoriten gewesen waren. Die Amerikaner wurden während der Siegerehrung ausgebuht und mit Gegenständen beworfen; Polizisten mussten sie aus dem Stadion eskortieren. Dieser Misserfolg der Franzosen bildeten den Auftakt zu einer Serie von 13 Niederlagen in Folge. Unter anderem verloren sie 1925 mit 6:30 gegen die All Blacks, die erstmals nach 19 Jahren wieder durch Europa tourten.

### Ausschluss aus den Five Nations

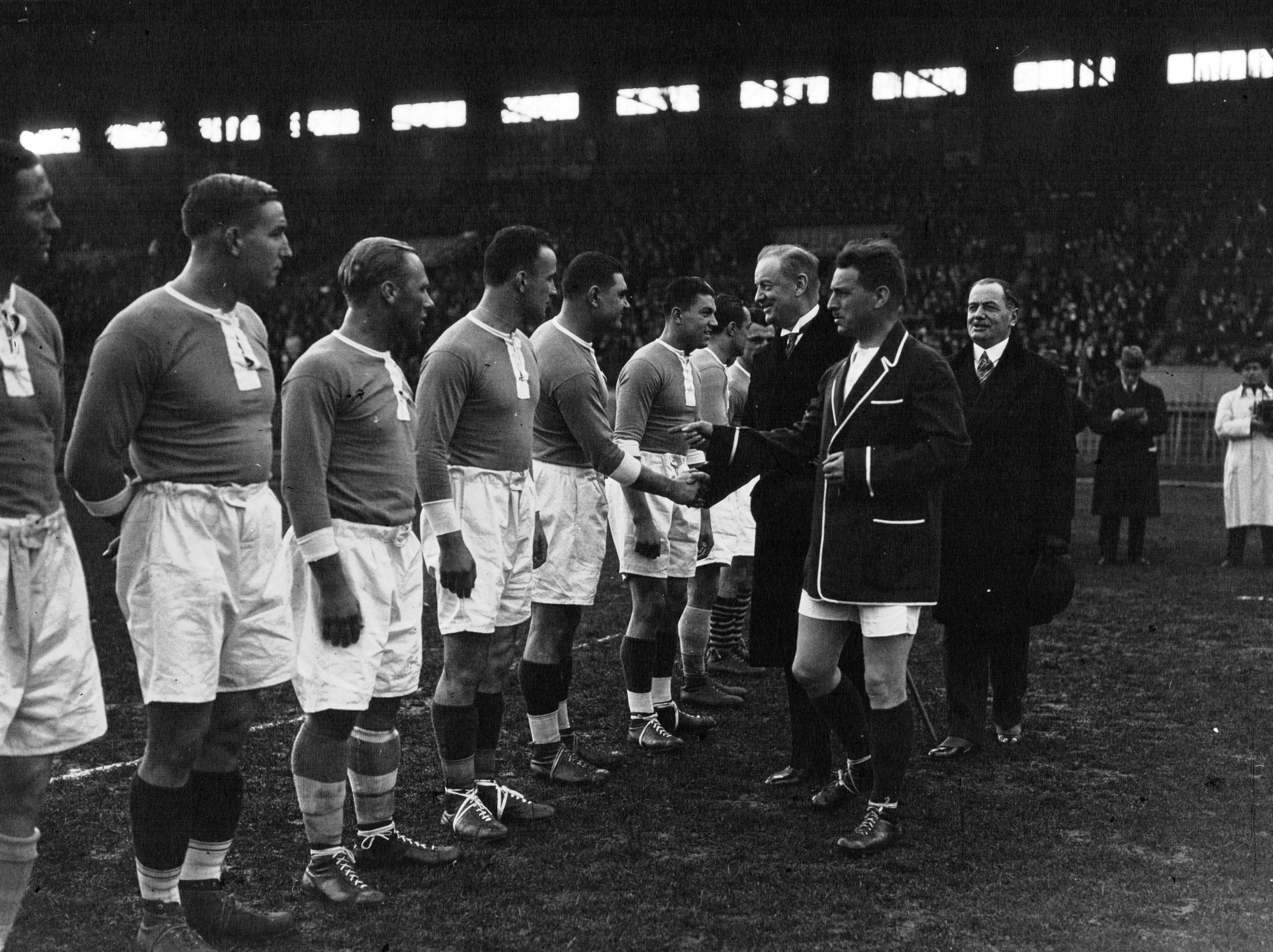
Die französische Mannschaft im Jahr 1933

In der zweiten Hälfte der 1920er Jahre erwiesen sich die Franzosen allmählich als konkurrenzfähig und konnten den Rückstand zu den anderen Five-Nations-Teilnehmern verkleinern. 1927 gelang der erste Sieg gegen England, 1928 folgte der erste Sieg gegen Wales. Ebenfalls 1928 spielten sie erstmals gegen die tourenden Wallabies aus Australien und mussten sich nur knapp geschlagen geben. Um 1930 entglitt der FFR jedoch allmählich die Kontrolle. Berichte über verdeckten Professionalismus im damals reinen Amateursport – insbesondere Bezahlung und Abwerbung von Spielern mittels geheimer Absprachen – verärgerten das International Rugby Football Board (IRFB; heute World Rugby) zusehends. Hinzu kam das Problem, dass Spiele immer häufiger in Schlägereien ausarteten und es auch unter den Zuschauern zu Ausschreitungen kam. Besonders augenfällig war die Gewalt beim Five Nations 1931, als während der Partie zwischen Frankreich und Wales mehrere Spieler Verletzungen erlitten. Aus Protest gegen die Zustände gründeten 14 führende Vereine den dissidenten Verband Union française de rugby amateur, der von 1930 bis 1932 existierte. Trotz mehrerer Warnungen reagierte die FFR nicht zur Zufriedenheit des IRFB, sodass Frankreich 1932 als Nichtmitglied des IRFB nicht mehr zum Five Nations eingeladen wurde (in der Folge hieß das Turnier wieder Home Nations Championship).
Darauf bedacht, weiterhin einen Länderspielverkehr aufrechtzuhalten, suchte die FFR nach neuen Partnern. Da es bereits seit 1927 mindestens einmal jährlich ein Test Match gegen Deutschland gegeben hatte, stieß der Verband mit dem Vorschlag, einen neuen internationalen Verband zu gründen, auf offene Ohren. Unter Federführung der FFR entstand 1934 die Fédération internationale de rugby amateur (FIRA) mit neun Mitgliedsverbänden, die daraufhin Europameisterschaften durchführte. Die französische Nationalmannschaft trat dabei durchwegs gegen schwächere Gegner an. Dies führte zwischen 1931 und 1937 zu einer Serie von zwölf Siegen hintereinander, eine bis November 2022 bestehende Bestmarke. 1939 erhielt die FFR vom IRFB die Einladung, sich im folgenden Jahr wieder am Turnier der Home Nations zu beteiligen. Das für 1940 geplante Five-Nations-Turnier konnte jedoch wegen des Zweiten Weltkriegs nicht ausgetragen werden. Der internationale Sportbetrieb kam zum Erliegen, mit einer Ausnahme: Am 25. Februar 1940, zweieinhalb Monate vor Beginn des Westfeldzugs, trug die Nationalmannschaft in Paris ein Spiel gegen die Auswahl der British Army aus und verlor mit 3:36.
Diese deutliche Niederlage zeigte klar auf, dass die Qualität des französischen Rugby mittlerweile deutlich gesunken war. Während der Zeit des Ausschlusses hatten sich viele Rugbyspieler der professionell betriebenen Variante Rugby League zugewandt. Bis 1939 waren innerhalb weniger Jahre mehr als 200 Vereine entstanden, die zudem deutlich mehr Zuschauer anzogen als die Union-Vereine. Vor Kriegsausbruch schien es unausweichlich, dass Rugby League ähnlich wie in Australien bald die dominierende Variante sein würde. Im August 1940, nur sechs Wochen nach der Einsetzung des Vichy-Regimes durch die deutschen Besatzer, kündigte Sportminister Jean Ybarnégaray das bevorstehende Verbot von Rugby League an. Vier Monate später unterschrieb Marschall Philippe Pétain ein Dekret, das die Enteignung aller League-Vereine und ihre Verschmelzung mit Union-Vereinen anordnete. Vordergründig ging es der Regierung darum, die „moralischen Werte“ Frankreichs „neu zu beleben“ und der Professionalität im Sport ein Ende zu setzen. Andere professionell betriebene Sportarten wie Fußball, Radfahren und Boxen blieben jedoch davon verschont. Jahrzehnte später kam ans Licht, dass das Verbot hauptsächlich auf den Einfluss von Funktionären der FFR zurückzuführen war, die enge Beziehungen zu führenden Personen des Vichy-Regimes pflegten und die erstbeste Gelegenheit dazu genutzt hatten, die ernstzunehmende Konkurrenz auszuschalten. Rugby League konnte sich nach der Befreiung nie wirklich von diesem Schlag erholen und steht heute eindeutig im Schatten von Rugby Union.

### Von der Wiederzulassung zum ersten Grand Slam

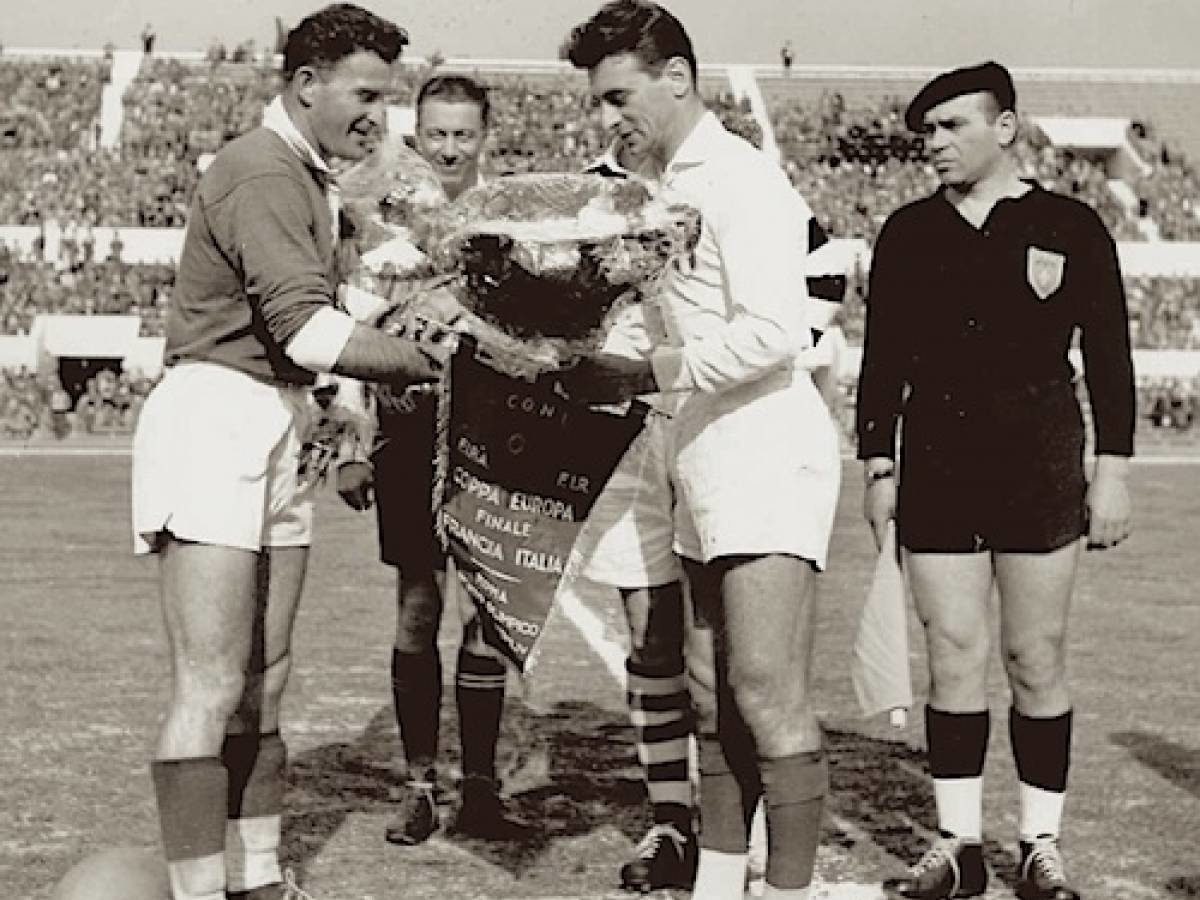
Frankreich gegen Italien in Rom (1954), links Jean Prat

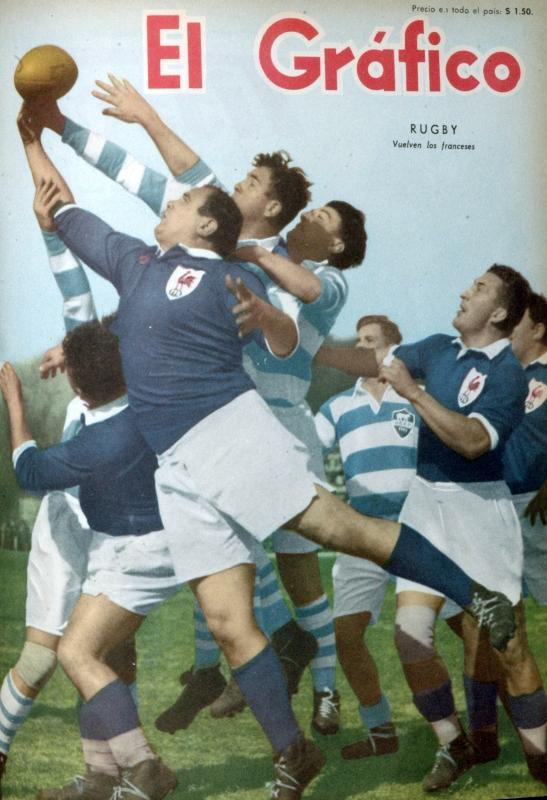
Argentinien gegen Frankreich 1954, Titelblatt von El grafico

In der Nachkriegszeit entwickelte sich das französische Rugby allmählich zum Besseren. 1945 und 1946 fanden die Victory Internationals statt – eine Serie von Spielen gegen Nationalmannschaften und militärische Auswahlteams, die nicht den vollen Status als Test Matches erhielten. Ab 1947 nahm Frankreich wieder am Five Nations teil. 1948 bezwang man die Waliser erstmals in Cardiff und 1951 erstmals die Engländer in London. Ebenfalls 1948 gelang der erste Sieg über Australien. 1949 besuchte Frankreich als erste europäische Mannschaft Argentinien und gewann während dieser Tour beide Test Matches gegen die Pumas. Beim Five Nations 1954 teilte sich Frankreich erstmals den Titel, zusammen mit England und Wales. Im selben Jahr gelang der Mannschaft im Stade Colombes der erste Sieg über die neuseeländischen All Blacks (3:0). Im August 1954 unternahm Frankreich eine Südamerika-Tour. Beim Five Nations 1955 konnten England, Irland und Schottland bezwungen werden; ein weiterer Sieg über Wales hätte dem Team erstmals einen Grand Slam beschert, also Siege über alle anderen Teilnehmer im Verlauf desselben Turniers. Frankreich unterlag jedoch zuhause den Walisern und verpasste diesen historischen Erfolg knapp; immerhin blieb der geteilte Turniersieg.
Die Baumeister der Rugby-Renaissance waren die Mannschaftskapitäne Jean Prat und Lucien Mias. Letzterer entwickelte die Gasse (Einwurf) weiter und brachte damit ein neues offensives Element ins Spiel. Als erste Mannschaft der Nordhemisphäre unternahmen die Franzosen 1958 eine Tour nach Südafrika. Sie galten im Vorfeld als klare Außenseiter, schafften aber im ersten Test Match in Kapstadt ein 3:3-Unentschieden. Eine noch größere Überraschung gelang ihnen im zweiten Test Match in Johannesburg mit einem 9:5-Sieg. Diese Tour gilt heute als Wendepunkt in der französischen Rugbygeschichte, denn die Bleus hatten bewiesen, dass sie nun endgültig zu den besten Mannschaften der Welt gehörten. Gleichwohl blieben die Franzosen weiterhin der FIRA treu und nahmen an den unregelmäßig stattfindenden Europameisterschaften teil. Zu diesen Spielen, von denen fast alle zu ihren Gunsten ausfielen, entsandten sie in den meisten Fällen die Reservemannschaft; aus diesem Grund gelten sie nicht als Test Matches (Ausnahmen sind die Partien gegen die hoch eingeschätzten Rumänen). Heimsiege über Schottland und Wales sowie ein Unentschieden auswärts gegen England sicherten den Franzosen beim Five Nations 1959 den ersten ungeteilten Titel. Bei ihrer Ankunft in Dublin waren sie bereits Titelträger, doch eine 5:9-Niederlage gegen die Iren verhinderte erneut den Grand Slam.
Beim Five Nations 1960 teilten sich die Bleus den Titel mit England. Anschließend brachen sie zu einer Tour nach Südamerika auf, wobei sie alle drei Test Matches gegen Argentinien deutlich für sich entschieden. Beim Five Nations 1961 errang Frankreich den nächsten ungeteilten Titel. Parallel dazu befanden sich die Springboks auf ihrer Europatour 1960/61 und erzielten den Grand Slam (in diesem Falle Siege gegen alle Home Nations während derselben Tour). Zum Abschluss trafen sie auf die Franzosen, die ihnen ein hart umkämpftes 0:0-Unentschieden abringen konnten. Verschiedene Sportjournalisten sprachen daraufhin vom „Spiel des Jahrhunderts“. Die Bleus waren 1961 die erste europäische Mannschaft, die nach Neuseeland aufbrach. Sie verloren jedoch die Hälfte der Spiele gegen Provinzmannschaften und auch alle drei Test Matches gegen die All Blacks. Auf dem Weg zurück nach Hause legten sie einen Zwischenhalt in Australien ein und schafften in Sydney den ersten Auswärtssieg gegen die Wallabies. Frankreich gewann die Five Nations 1962, verpasste jedoch wiederum den Grand Slam, nachdem man Wales unterlag. Erst 1964 erhielt das französische Team einen eigenen Nationaltrainer; diese Rolle war zuvor dem Mannschaftskapitän zugefallen. Ebenfalls 1964 reisten die Bleus für eine kurze Tour nach Südafrika mit einem Test Match und schlugen die Springboks mit 8:6. Der südafrikanische Trainer Danie Craven bestand bis zu seinem Tod im Jahr 1993 darauf, dass dies das schlechteste Spiel gewesen sei, das die Springboks jemals gespielt hätten.
Beim Five Nations 1966 schafften die Franzosen den bis dahin höchsten Sieg über England (13:0). Ein Jahr später folgte beim Five Nations 1967 der nächste Titelgewinn; eine knappe 8:9-Niederlage im ersten Spiel gegen Schottland bedeutete jedoch, dass der lang ersehnte Grand Slam erneut ausblieb. Im Sommer 1967 tourten die Bleus fünf Wochen lang erneut durch Südafrika. Von den vier Test Matches gegen die Springboks gewannen sie eines, außerdem gelang ihnen ein Unentschieden. Anfang Januar 1968 musste die Nationalmannschaft zwei Schicksalsschläge wegstecken: Am Neujahrstag starb der Nationalspieler Guy Boniface an den Folgen eines Autounfalls. Vier Tage später kam auch Jean-Michael Capendeguy ums Leben, als er auf dem Nachhauseweg von Bonifaces Beerdigung ebenfalls in einen tödlichen Unfall verwickelt wurde. Die tragischen Ereignisse schweißten das Team zusammen und beim anschließenden Five Nations 1968 gewann es nicht nur das Turnier, sondern schaffte auch zum ersten Mal überhaupt den Grand Slam. Mannschaftskapitän Christian Carrère meinte, die Franzosen seien beim Turnier bisher nur geduldete Gäste gewesen, doch von nun an hätten die Briten ihnen Respekt erwiesen.

### Zweiter Grand Slam und politische Einmischung

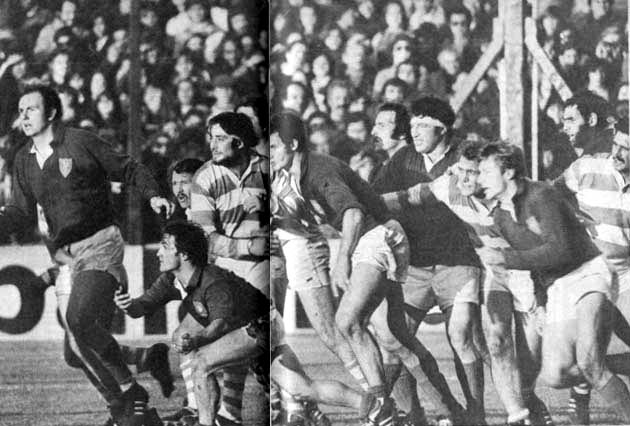
Frankreich gegen Argentinien während der Südamerikatour 1974, Titelblatt von El grafico

Vier Monate nach diesem historischen Erfolg unternahmen die Franzosen eine mehrwöchige Tour durch Australien und Neuseeland. Sie verloren alle drei Test Matches gegen die All Blacks und auch das vierte gegen die Wallabies (letzteres allerdings mit nur einem Punkt Unterschied). Zwei weitere Niederlagen kamen im November 1968 hinzu, als Südafrika zu Besuch war. Insgesamt mussten die Bleus seit dem Grand Slam zehn Niederlagen in Folge hinnehmen. Nachdem sie zu ihrer früheren Form zurückgefunden hatten, teilten sie sich beim Five Nations 1970 den Turniersieg mit Wales. Für die 1971er-Tour nach Südafrika wurde der farbige Spieler Roger Bourgarel aus Rücksicht auf die dortige Apartheid-Politik zunächst durch die Auswahlkommission ausgeschlossen, dann aber nach Intervention von FFR-Präsident Albert Ferrasse wieder ins Team aufgenommen. Der mit Ferrasse befreundete Danie Craven, inzwischen Südafrikas Verbandspräsident, gab dafür ausdrücklich seine Zustimmung. Die beiden Test Matches endeten mit einem Unentschieden und einem Sieg der Springboks.
Eine Testserie daheim gegen die Wallabies im Spätherbst 1971 endete mit je einem Sieg und einer Niederlage. Beim Five Nations 1972 legte Frankreich im Heimspiel gegen England sechs Versuche und ließ nur einen zu, wodurch der „Erzfeind“ mit einem Rekordergebnis von 37:12 bezwungen werden konnte. Das Turnier musste wegen des Nordirlandkonfliktes jedoch vorzeitig beendet werden, sodass es keinen Sieger gab. Nach dem Blutsonntag in Derry war die britische Botschaft in Dublin von einem aufgebrachten Mob niedergebrannt worden und zahlreiche Spieler hatten Drohbriefe, vermutlich von der IRA, erhalten. Anschließend erfolgte der Gegenbesuch der Franzosen in Australien, wo man den Wallabies ein Unentschieden und einen knappen Sieg abringen konnte. Das Five Nations 1973 endete mit einem einmaligen Ergebnis: Mit jeweils zwei Siegen und zwei Niederlagen lagen alle fünf teilnehmenden Mannschaften gleichauf und teilten sich den Titel. 1974 gewann Frankreich zwei Test Matches in Argentinien, beim erstmaligen Gegenbesuch der Pumas im darauf folgenden Jahr kamen zwei weitere Siege hinzu.
1975 waren die Franzosen erneut in Südafrika zu Besuch und absolvierten elf Spiele, von denen sie sechs gewannen (in beiden Test Matches behielten die Springboks die Oberhand). Während dieser Tour organisierte Craven drei Spiele gegen schwarze und multiethnische Mannschaften – eine Bedingung „sine qua non“, die Ferrasse für den Besuch der Franzosen gefordert hatte. Beim Five Nations 1977 errangen die Franzosen unter Mannschaftskapitän Jacques Fouroux ihren zweiten Grand Slam. Sie dominierten die anderen Mannschaften regelrecht und ließen in den vier Spielen keinen einzigen Versuch zu, was in der gesamten Turniergeschichte bisher keiner Mannschaft gelungen war; ebenso war die Startaufstellung stets die gleiche gewesen. Die Argentinien-Tour 1977 brachte einen Sieg und ein Unentschieden in den Test Matches. Im November desselben Jahres bezwang Frankreich die All Blacks in Toulouse, unterlag ihnen jedoch in Paris, wodurch die Testserie unentschieden endete. Beim Five Nations 1978 bot sich die Chance für einen erneuten Grand Slam. Doch im entscheidenden letzten Auswärtsspiel in Cardiff siegten die Waliser, die ihrerseits einen Grand Slam feiern konnten. Im März 1978 wurde der französische Verband schließlich Mitglied des International Rugby Football Board (IRFB; heute World Rugby) – 65 Jahre nachdem das erste Beitrittsgesuch der USFSA abgelehnt worden war. Gleichzeitig blieb die FFR weiterhin der FIRA verpflichtet. Am 14. Juli 1979, dem Nationalfeiertag, gelang in Auckland der erste Auswärtssieg gegen die All Blacks.

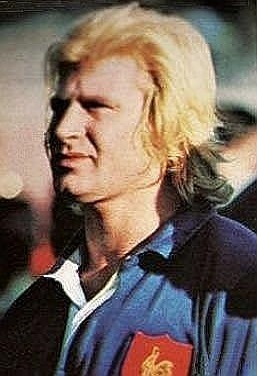
Jean-Pierre Rives, Mannschaftskapitän 1981

1979 verbot die französische Regierung eine geplante Tour der Springboks nach Frankreich und erklärte, es sei „unangemessen“, südafrikanische Mannschaften zu empfangen. Nach der Ablehnung der Visa-Anträge durch die französischen Behörden im September 1979 kam es zu einem Gespräch zwischen den Außenministern beider Staaten. Danach informierte der südafrikanische Außenminister das South African Rugby Board (SARB) über die französische Position, wonach zumindest bis nach den Olympischen Spielen 1980 eine beiderseitige sportliche Begegnung nicht möglich sei. Entgegen der Missbilligung durch die französische Regierung beschloss die FFR, eine Einladung des SARB anzunehmen und 1980 in Südafrika eine Tour zu veranstalten sowie vorab eine Erkundungsmission nach Südafrika zu entsenden. Diese Begegnung fand im Oktober 1980 statt, begleitet von internationalen Protesten. Nach ihrem Abschluss sagte Verbandspräsident Albert Ferrasse, dass er mit den Fortschritten bei der Aufhebung der Trennung im südafrikanischen Rugbysport noch nicht zufrieden sei; dennoch fand die Tour statt. Am 8. November 1980 fand das letzte Spiel gegen Südafrika während der Apartheid-Ära statt; in Kapstadt unterlagen die von Jean-Pierre Rives angeführten Franzosen den Springboks deutlich. Schließlich verbot die französische Regierung am 8. April 1983 allen Sportverbänden des Landes jeglichen Kontakt mit Südafrika, was unter anderem die Streichung der geplanten Tour zur Folge hatte.

### Die letzten Jahre der Amateurära
Jacques Fouroux wurde kurz vor Beginn der Five Nations 1981 Nationaltrainer. In seiner zehnjährigen Amtszeit konnte Frankreich das Five Nations sechs Mal gewinnen: 1983, 1986 und 1988 gab es geteilte Titelgewinne mit Irland, Schottland und Wales, 1981 und 1987 jeweils einen Grand Slam. Beim Five Nations 1989 verhinderte eine 0:11-Niederlage gegen England einen weiteren Grand Slam. Frankreichs Erfolge während dieser Ära beruhten vor allem auf dem starken Gedränge. Diese Taktik entsprach nicht der üblichen Spielweise der Franzosen, die traditionell von weiten Pässen, Finten und allgemein schwungvollem Spiel mit viel Elan geprägt war. Diese Tatsache missfiel einigen französischen Kommentatoren, die einen eher technischen Ansatz bevorzugten. Gegenüber der britischen Presse umschrieb Fouroux sein Erfolgsrezept lapidar mit „No scrum, no win“ („kein Gedränge, kein Sieg“), was sich zu einem geflügelten Wort entwickelte.
Bekannte französische Nationalspieler dieser erfolgreichen Ära sind Philippe Sella, Daniel Dubroca und Serge Blanco. Auch gegen Teams der Südhemisphäre gab es für die Bleus mehrere Erfolge zu feiern, insbesondere über Argentinien und Australien. Hingegen mussten sie gegen Neuseeländer mehrmals als Verlierer vom Platz. Besonders eindrücklich war die Tour der All Blacks im November 1986 nach Frankreich. Die Neuseeländer hatten ein Team mit überwiegend unerfahrenen Spielern entsandt, da zahlreiche Spitzenspieler trotz ausdrücklichem Verbot unter der Bezeichnung New Zealand Cavaliers eine inoffizielle Tour nach Südafrika durchgeführt hatten und deshalb suspendiert worden waren. Die Baby Blacks konnten in Toulouse dennoch mit 19:7 gewinnen. Frankreich gelang daraufhin während der „Schlacht in Nantes“ die Revanche mit 16:3. Drei Jahrzehnte später erzählten mehrere Neuseeländer dem Enthüllungsjournalisten Pierre Ballester, dies sei das härteste und brutalste Spiel ihres Lebens gewesen. Die Franzosen seien damals „mit Amphetaminen geladen“ gewesen. Zwar konnten die Vorwürfe nie erhärtet werden, doch immerhin sah sich das IRFB dazu veranlasst, von nun an den Einsatz von Doping aktiv zu bekämpfen.
Nach dem Grand Slam beim Five Nations 1987 gehörte Frankreich zu den meistgenannten Anwärtern auf den Titelgewinn bei der wenige Monate später erstmals ausgetragenen Weltmeisterschaft in Australien und Neuseeland. Obwohl die Bleus zum Auftakt der Vorrunde gegen Schottland nur unentschieden spielten, setzten sie sich mit zwei deutlichen Siegen über Rumänien und Simbabwe letztlich überlegen als Gruppensieger durch. Im Viertelfinale bezwangen sie Fidschi, im Halbfinale Australien (nach dreimaligem Rückstand). Im Finale konnten sie nicht mehr ihre Leistung abrufen und unterlagen den Neuseeländern mit 9:29. 1988 spielte Frankreich viermal in Folge gegen Argentinien (je zweimal auswärts und zuhause) und gewann dreimal. 1990 übernahm Daniel Dubroca das Traineramt, konnte aber wenig überzeugen. So verloren die Bleus in diesem Jahr unter anderem je zweimal gegen Australien und Neuseeland, aber auch gegen Rumänien. Bei der Weltmeisterschaft 1991 schien sich das Team wieder gefangen zu haben. Mit Siegen gegen Rumänien, Fidschi und Kanada schloss es die Vorrundengruppe auf dem ersten Platz ab. Doch dann schieden die Franzosen bereits im Viertelfinale gegen England aus.
Mit Pierre Berbizier übernahm daraufhin ein weiterer prominenter ehemaliger Nationalspieler der 1980er Jahre die Leitung des Teams. Nach der Aufhebung der Verbannung Südafrikas infolge des Endes der Apartheid besuchte Südafrika 1992 wieder Frankreich (je ein Sieg und eine Niederlage). 1993 erfolgte ein Gegenbesuch der Franzosen in Südafrika. Dabei entschieden die Bleus die Test-Match-Serie für sich, nachdem sie die Springboks mit 18:17 in Johannesburg bezwangen; das vorhergehende Spiel in Durban endete 20:20 unentschieden. Diese Erfolge für die Franzosen kamen unerwartet, weil sie zuvor gegen eine zweite Auswahl Südafrikas und die Provinzmannschaft aus Nordtransvaal verloren hatten. Bei den Five Nations stand Frankreich nun im Schatten Englands. Acht Niederlagen hintereinander ab 1989 unterstrichen den damaligen Mangel an Disziplin der Franzosen. Während den Five Nations 1993 gewann Frankreich den einzigen Titel in den frühen 1990er Jahren. 1992 mussten die Franzosen hingegen die erste Heimniederlage gegen Argentinien hinnehmen.
Während ihrer Neuseeland-Tour im Sommer 1994 gelangen den Franzosen zwei Auswärtssiege in Test Matches gegen die All Blacks. Als besonders eindrücklich blieb dabei das zweite Spiel am 3. Juli in Auckland in Erinnerung: Beim berühmt gewordenen „Versuch vom Ende der Welt“ (essai du bout du monde) startete Kapitän Philippe Saint-André in den letzten Spielminuten tief in der eigenen Platzhälfte einen Gegenangriff, worauf Jean-Luc Sadourny den entscheidenden Versuch legen konnte. Nach einem mittelmäßigen Five-Nations-Turnier rechnete man vor der Weltmeisterschaft 1995 in Südafrika nicht unbedingt mit den Franzosen. Doch die Bleus erwiesen sich als eine der Überraschungen. In der Vorrunde schlugen sie zunächst die Elfenbeinküste und Tonga, ehe sie sich mit einem Sieg über Schottland den Gruppensieg sicherten. Auf den Viertelfinalsieg gegen Irland folgte im Halbfinale eine knappe Niederlage gegen den späteren Weltmeister Südafrika. Im Spiel um Platz drei setzten sie sich gegen England durch und beendeten damit die seit 1989 andauernde Niederlagenserie gegen diesen Kontrahenten.

### Von der Professionalisierung zur Heim-WM

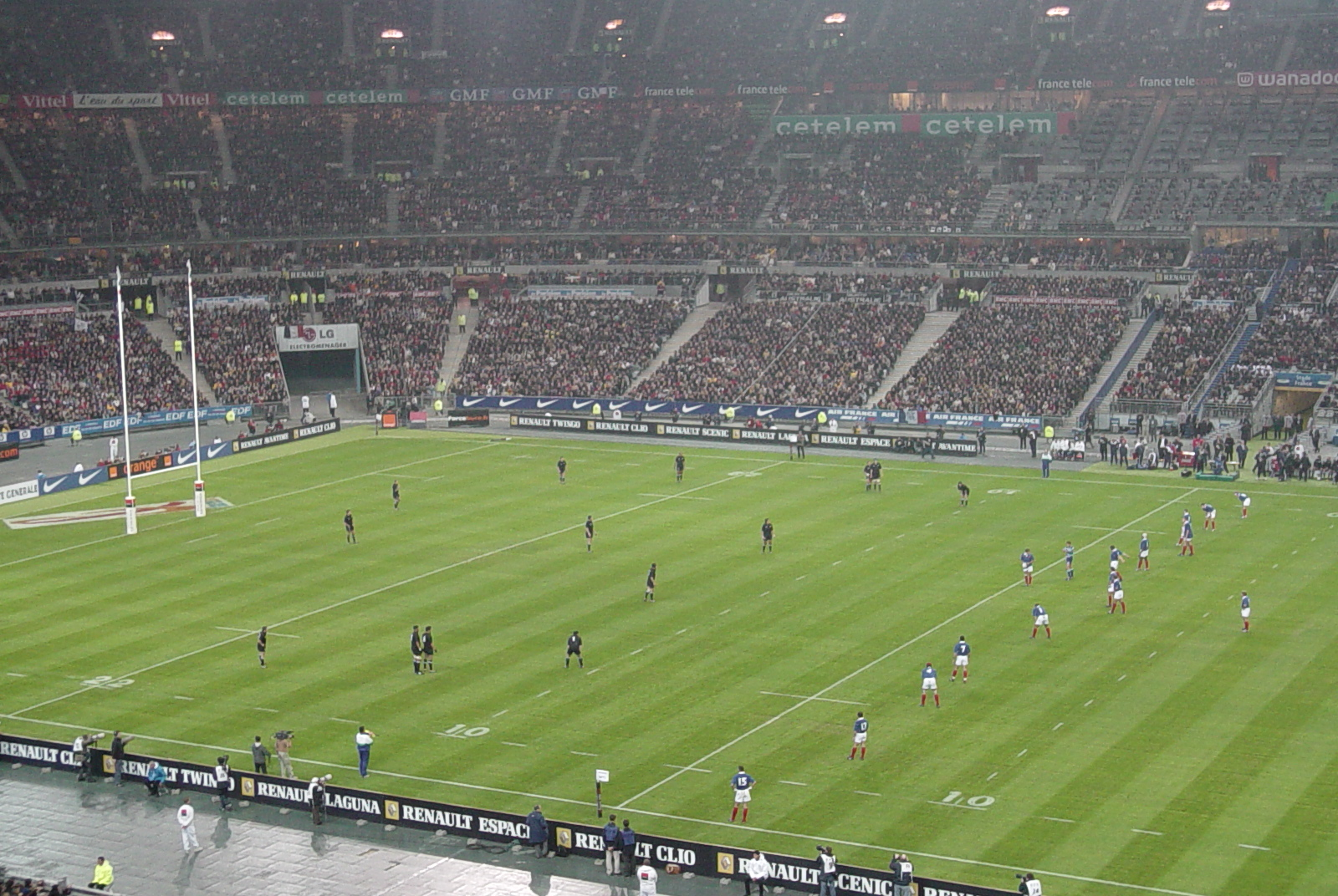
Frankreich gegen die All Blacks im Stade de France, 2002

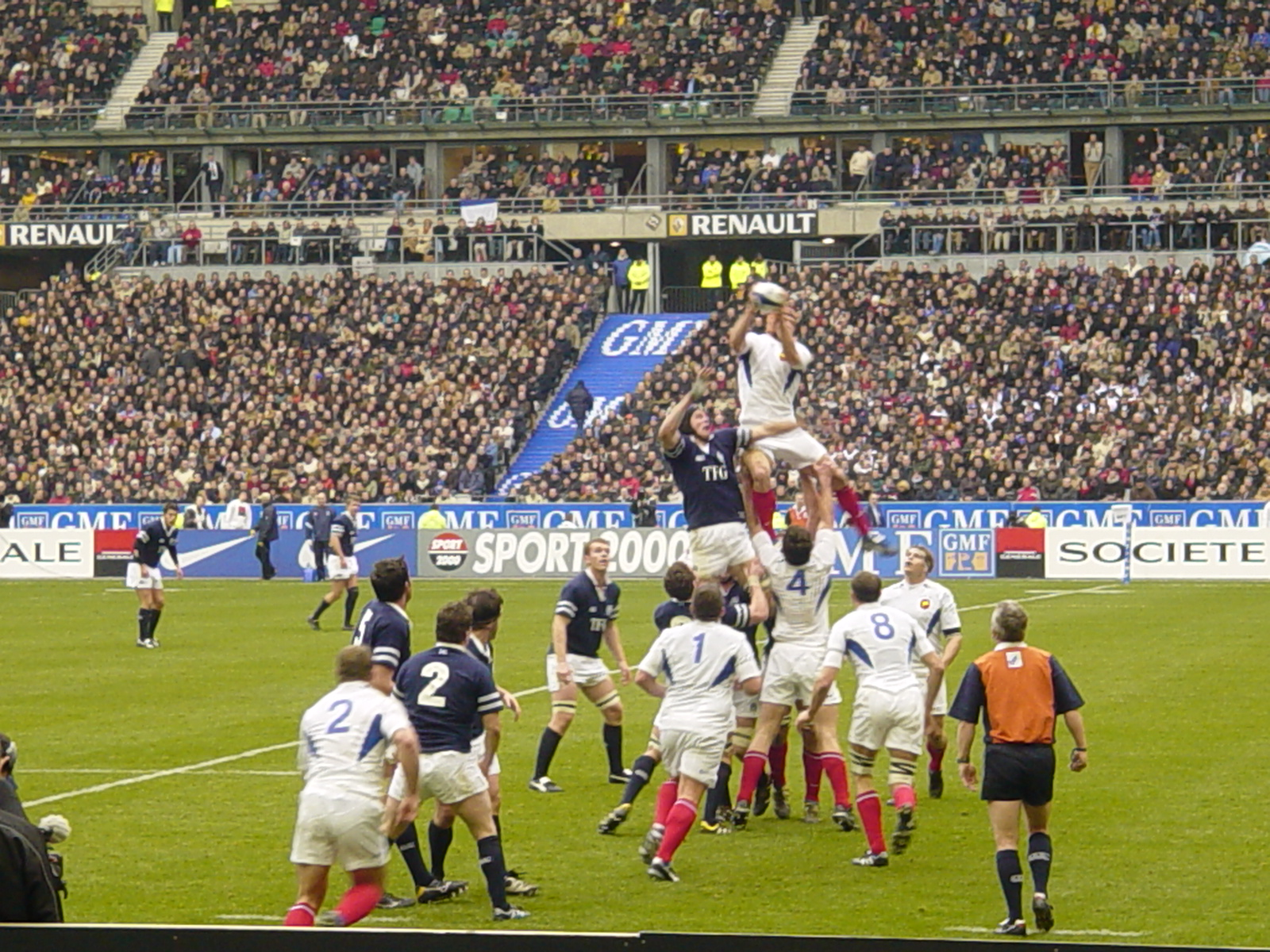
Frankreich (in weiß) gegen Schottland, 2004

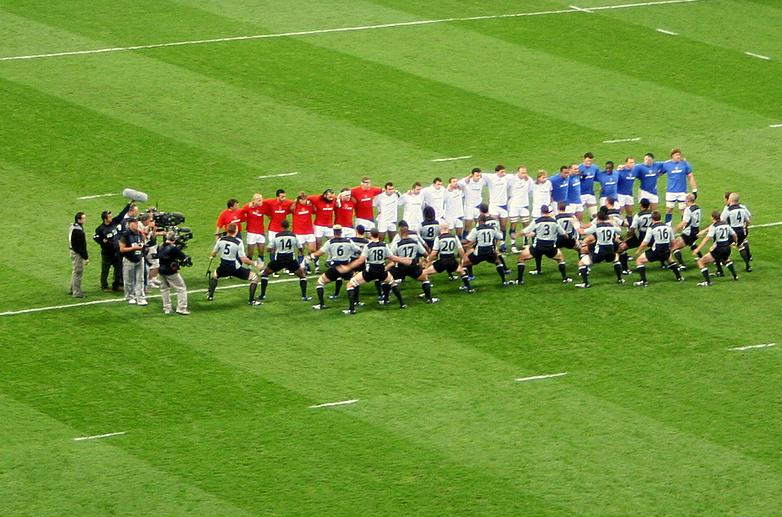
Frankreich beantwortet den neuseeländischen Haka im Viertelfinale der Weltmeisterschaft 2007 auf seine Weise – und gewinnt das Spiel später

Im August 1995 hob das IRB sämtliche Beschränkungen bezüglich Bezahlung der Spieler auf und läutete so die professionelle Ära von Rugby Union ein. In dieser Phase des Übergangs trainierte Jean-Claude Skrela, auch er ein früherer Nationalspieler, die Mannschaft. Sein Ziel war es die englische Dominanz zu brechen. Beim Five Nations 1996 konnten die Franzosen ihre Rivalen zwar erneut bezwingen, doch sie verpassten nach einer knappen Niederlage gegen Irland im letzten Spiel den Titelgewinn. Die Tour nach Argentinien endete mit zwei Siegen, der Besuch der Südafrikaner hingegen mit zwei Niederlagen. Beim Five Nations 1997 besiegten die Bleus alle vier Gegner und schafften zum fünften Mal den Grand Slam. Die entscheidende Partie gegen Schottland war zugleich das letzte Five-Nations-Spiel im Pariser Parc des Princes, denn ab 1998 spielte man im neuen Stade de France.
Eine Woche nach diesem Erfolg nahmen die Franzosen in Grenoble letztmals an einem Spiel bei einer FIRA-Europameisterschaft teil. Dabei unterlagen sie erstmals überhaupt der Mannschaft Italiens und mussten ihr den Europameistertitel überlassen. Die Italiener wiederum stellten unter Beweis, dass sie nun zu den besten Teams Europas gehörten. Im weiteren Verlauf des Jahres kamen je zwei Niederlagen gegen Australien und Südafrika hinzu. Frankreich konnte seinen Titel beim Five Nations 1998 ohne Niederlage erfolgreich verteidigen und schaffte den sechsten Grand Slam – erstmals bei zwei aufeinander folgenden Turnieren. Im entscheidenden Spiel, das wegen Bauarbeiten in Cardiff ausnahmsweise im Londoner Wembley-Stadion stattfand, war Wales mit der französischen Offensivstrategie völlig überfordert und ging mit 51:0 regelrecht unter. Drei Siege über Argentinien bestätigten die herausragende Form. Beim Five Nations 1999 verlief die Titelverteidigung Frankreichs hingegen katastrophal. Die Bleus erlitten drei Niederlagen und fanden sich am Ende der Tabelle wieder.
Wiederum völlig anders präsentierte sich die Mannschaft im selben Jahr bei der Weltmeisterschaft 1999. Sie blieb zunächst in den drei Vorrundenspielen gegen Kanada, Namibia und Fidschi ungeschlagen. Anschließend schlug sie Argentinien im Viertelfinale und standen im Halbfinale Neuseeland gegenüber. Entgegen allen Erwartungen schlugen sie die All Blacks mit 43:31, nachdem diese anfangs mit 14 Punkten geführt hatten, Frankreich danach jedoch 30 Punkte hintereinander erzielen konnte. Dieses Spiel gilt bis heute als eines der besten der WM-Geschichte. Das ungestüme Angriffsspiel forderte aber seinen Tribut, denn das Finale im neuen Millennium Stadium in Cardiff verloren die müden Franzosen mit 12:35 gegen Australien. Um die Jahrtausendwende nahm die aus der Amateurära stammende Tradition der wochenlangen Touren durch die Länder der Südhemisphäre ein rasches Ende, da der professionelle Spielbetrieb kaum noch Zeit dafür ließ. An ihre Stelle traten die End-of-year Internationals im November und die Mid-year Internationals im Juni. Bisher waren alle Nationaltrainer teilzeitlich angestellt gewesen. Bernard Laporte, der Stade Français nach einer Unterbrechung von 90 Jahren wieder zum Meistertitel geführt hatte, war ab November 1999 der erste vollzeitliche Nationaltrainer.
2000 trat Italien den Five Nations bei, die damit zu den Six Nations im heutigen Format anwuchsen. Frankreich konnte anfangs die Erwartungen im erweiterten Turnier nicht erfüllen. So belegte das Team beim Six Nations 2001 nur den fünften Platz. Am Ende des Jahres konnte Frankreich Siege sowohl über Südafrika als auch Australien erzielen. Beim Six Nations 2002 blieben die Bleus unbesiegt und schafften damit sowohl den ersten Six-Nations-Sieg als auch den siebten Grand Slam. Unter anderem gelang dabei auch der bisher höchste Sieg gegen Irland. Ende des Jahres folgten auswärts ein Sieg über Südafrika und ein Unentschieden gegen Neuseeland. Die Franzosen erhielten vom IRB mehrere Auszeichnungen, unter anderem als „Mannschaft des Jahres“, Laporte als „Trainer des Jahres“ und Fabien Galthié als „Spieler des Jahres“.
Als Vorbereitung auf die Weltmeisterschaft 2003 in Australien spielten die Franzosen gegen Argentinien, die All Blacks und England, wenn auch mit durchzogener Bilanz. In der WM-Vorrundengruppe blieben sie gegen Fidschi, Japan, Schottland und die USA unbesiegt, ebenso setzten sie sich im Viertelfinale gegen Irland durch. Hingegen unterlagen sie im Halbfinale dem späteren Weltmeister England und auch das Spiel um Platz 3 gegen Neuseeland ging recht deutlich verloren. Beim Six Nations 2004 schafften die von Fabien Pelous angeführten Franzosen den achten Grand Slam. Dabei fiel die Entscheidung knapp mit 24:21 im letzten Spiel des Turniers gegen England, das seinerseits die Chance hatte, den Titel zu gewinnen. Die 79.900 Besucher im Stade de France bedeuteten neuen Zuschauerrekord, hinzu kamen neun Millionen Haushalte vor dem Fernseher. Nach dem zweiten Platz hinter Wales beim Six Nations 2005 kam beim Six Nations 2006 ein weiterer Titelgewinn hinzu, nachdem der Turnierauftakt mit der Startniederlage gegen Schottland missglückt war. Ein weiterer Titelgewinn gelang beim Six Nations 2007, wobei nur eine knappe Niederlage gegen England einen Grand Slam verhinderte.
Als Vorbereitung auf die Weltmeisterschaft 2007 im eigenen Land bestritten die Bleus unter anderem je zwei Partien gegen Neuseeland und England, mit durchwachsener Erfolgsbilanz. Gleichwohl waren die Erwartungen vor der WM hoch. Bereits im Eröffnungsspiel gegen Argentinien mussten die Franzosen eine Niederlage hinnehmen, weshalb sie nicht mehr den angestrebten ersten Gruppenplatz erreichen konnten. Mit Erfolgen gegen Namibia (das 87:10 ist ihr bisher deutlichster Sieg), Irland und Georgien erreichten sie trotzdem das Viertelfinale. In diesem trafen sie auf Neuseeland und siegten überraschend mit 20:18 gegen den haushohen Turnierfavoriten. Nach der Halbfinalniederlage gegen England trafen sie im Spiel um den dritten Platz erneut auf Argentinien und unterlagen wiederum den Pumas.

### Dritte WM-Finalniederlage und lang anhaltende Krise

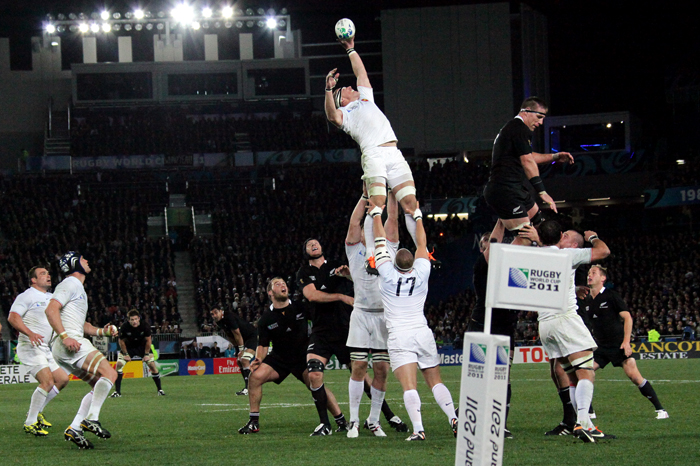
Finale der Weltmeisterschaft 2011 zwischen Frankreich und Neuseeland

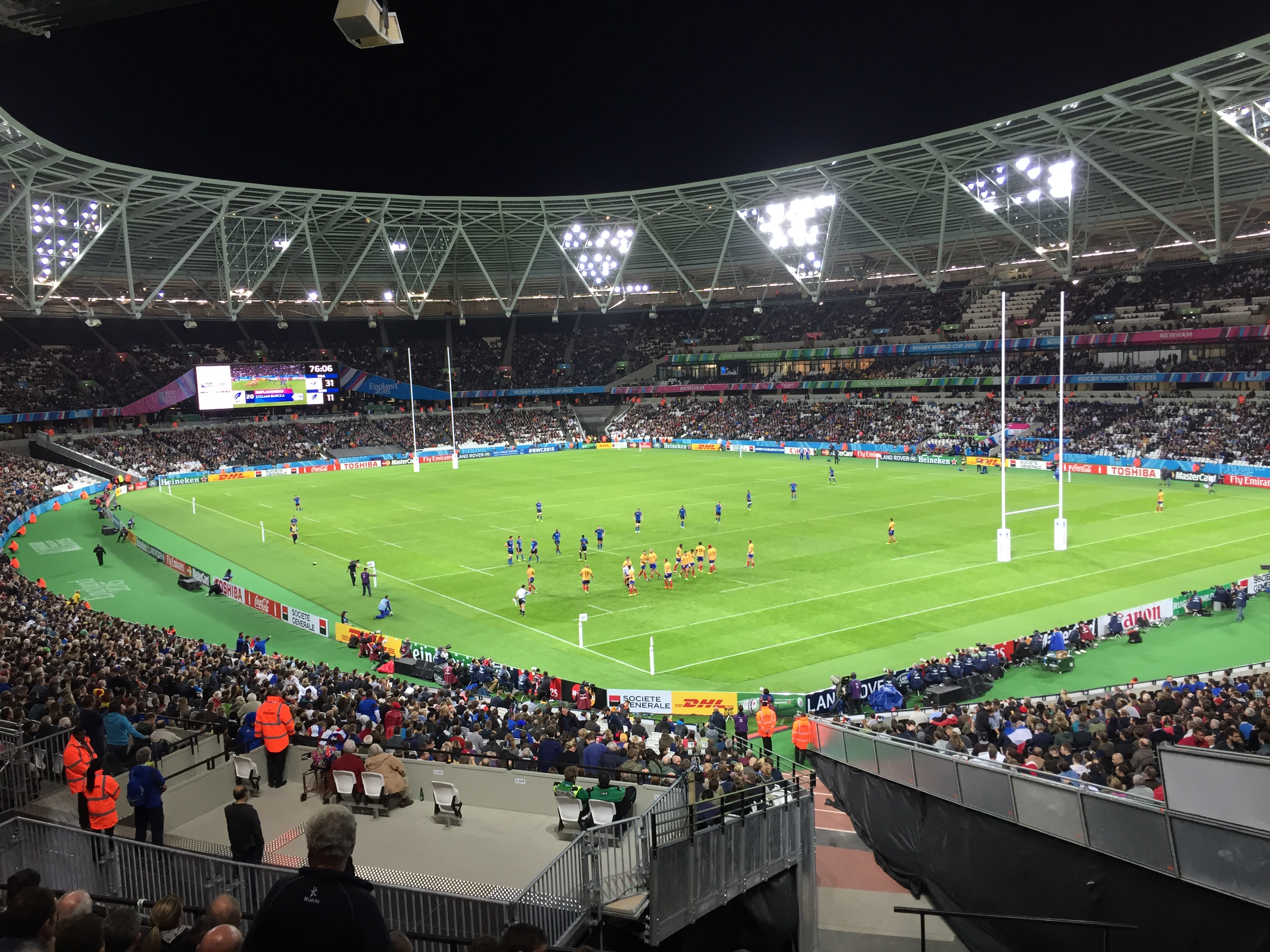
Frankreich gegen Rumänien während der WM 2015

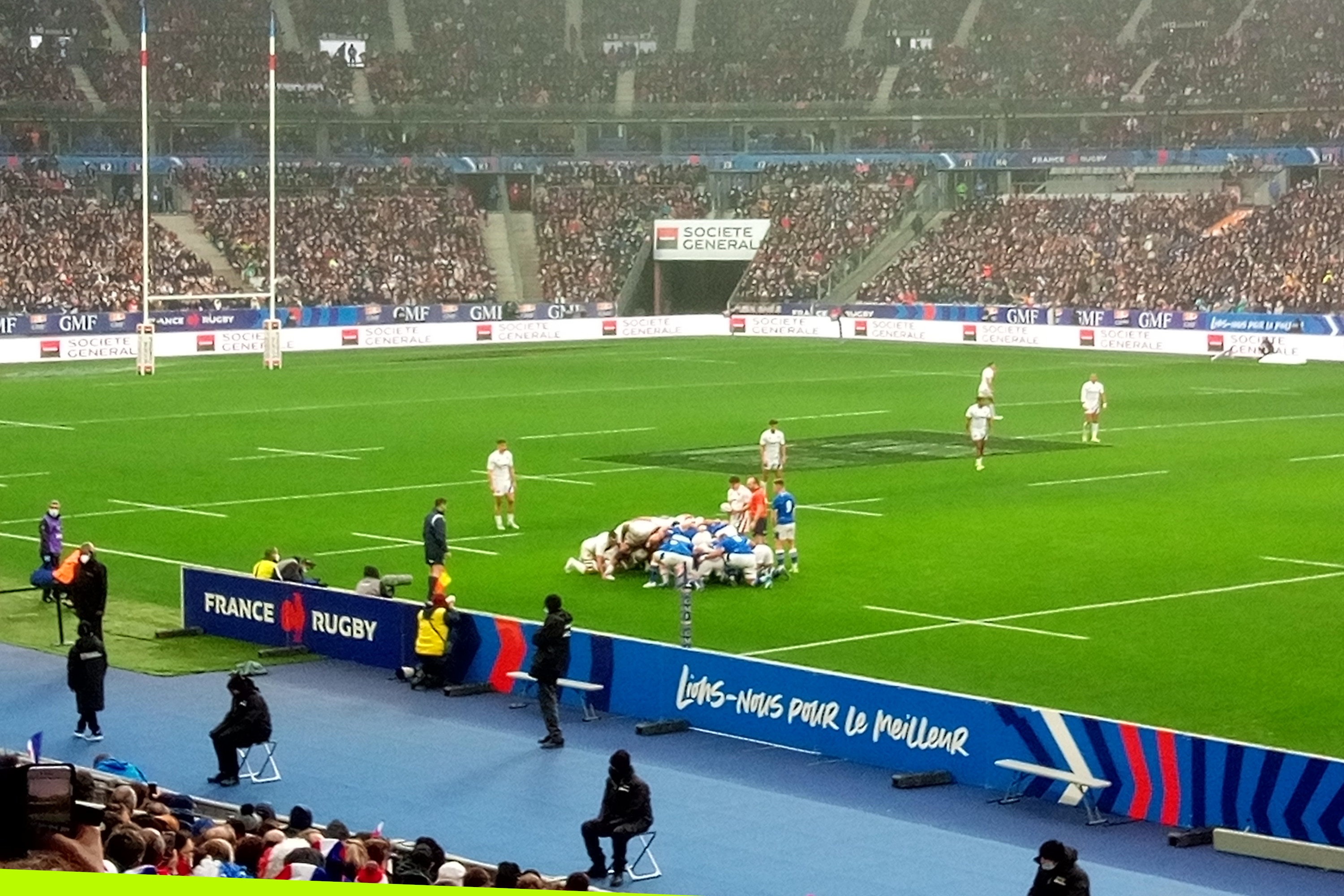
Frankreich gegen Italien beim Six Nations 2022

Marc Lièvremont übernahm nach der Heim-WM das Amt des Nationaltrainers. Sowohl 2008 als auch 2009 belegten die Franzosen beim Six Nations den dritten Platz. Im Juni 2009 durfte das Team jedoch erstmals die Dave Gallaher Trophy in Empfang nehmen, nachdem es auswärts die All Blacks besiegt hatte. Beim Six Nations 2010 zeigten sich die Bleus vor allem im Gedränge überlegen, was nicht unbedingt der gewohnten Spielweise entsprach. Mit dieser Taktik gelang es ihnen, alle anderen Teams zu bezwingen und den neunten Grand Slam ihrer Geschichte zu erzielen. Die Entscheidung fiel im letzten Spiel mit einem 12:10-Erfolg über England. Die Titelverteidigung misslang im darauf folgenden Jahr wegen einer 21:22-Niederlage gegen Italien.
Unstimmigkeiten innerhalb der Mannschaft überschatteten Frankreichs Auftritt bei der Weltmeisterschaft 2011 in Neuseeland. Laut Berichten hatten bereits vor dem Turnier 25 von 30 Spielern des Kaders die Arbeit von Nationaltrainer Lièvremont bemängelt. In der Gruppenphase lieferte Frankreich die erwarteten Erfolge gegen Japan und Kanada und verlor wie erwartet gegen Neuseeland, worauf eine überraschende Niederlage gegen Tonga folgte. In dieser Phase kritisierte Lièvremont seine Mannschaft öffentlich und brachte viele der Spieler gegen sich auf. Imanol Harinordoquy beanstandete, dass der Trainer seine Kritik in den Medien verbreitete, anstatt zuerst mit der Mannschaft zu sprechen. Trotz der Niederlagen schaffte es Frankreich ins Viertelfinale. Die Spieler traten zu diesem Zeitpunkt in offenen Widerstand zu Lièvremont, und Harinordoquy berichtete nach dem Turnier gegenüber der französischen Rugbyzeitung Midi Olympique, dass sich die Mannschaft von ihm „befreien“ musste. Sie bezwang dennoch England im Viertelfinale mit 19:12 und Wales auf umstrittene Weise mit 9:8 im Halbfinale, nachdem der walisische Mannschaftskapitän Sam Warburton mit einer roten Karte vom Spielfeld geschickt worden war. Die Franzosen waren im Finale bemerkenswerte Gegner für die All Blacks, und verloren nur knapp mit 7:8 gegen den Gastgeber, obwohl sie in der zweiten Halbzeit über weite Strecken das Spiel dominierten; Frankreich wurde damit zum dritten Mal Vizeweltmeister.
Unter Lièvrements Nachfolger Philippe Saint-André begann eine lang anhaltende Krise, die bis heute anhält. So landeten die Franzosen beim Six Nations 2013 auf dem letzten Platz. Besonders überraschend war dabei die 18:23-Niederlage gegen Italien, die erst dritte überhaupt. Im weiteren Verlauf des Jahres mussten sie gegen Neuseeland vier Niederlagen in Folge hinnehmen, 2014 erlitten sie drei Niederlagen in Folge gegen Australien. Während der Weltmeisterschaft 2015 in England gewann Frankreich die Vorrundenspiele gegen Italien, Rumänien und Kanada, verlor aber auch gegen Irland, wodurch es den Gruppensieg verpasste. Im Viertelfinale traf die Mannschaft auf die späteren Weltmeister aus Neuseeland, wurden mit 13:62 deklassiert und schied aus. Nach der enttäuschenden Weltmeisterschaft begann Guy Novès die Mannschaft zu trainieren, konnte aber den Abwärtstrend ebenfalls nicht aufhalten. Unter ihm gewannen die Franzosen nur gerade ein Drittel aller Partien (beispielsweise gingen 2017 alle vier Partien gegen Südafrika verloren), weshalb die FFR ihn im Dezember 2017 entließ und durch Jacques Brunel ersetzte.
Brunels Erfolgsbilanz war nur marginal besser; so verloren die Bleus 2018 alle drei Test Matches gegen Neuseeland zum Teil deutlich, hinzu kam auch eine Niederlage gegen die üblicherweise deutlich schwächeren Fidschianer. Bei der Weltmeisterschaft 2019 in Japan wurde Frankreich zusammen mit England und Argentinien in eine „Todesgruppe“ gelost. In der Gruppenphase gewann das Team die Spiele gegen Argentinien, die USA und Tonga und belegte aufgrund der geringeren Anzahl Bonuspunkte den zweiten Platz hinter England. Das letzte Gruppenspiel gegen England musste wie zwei andere Spiele wegen des Taifuns Hagibis abgesagt und als 0:0-Unentschieden gewertet werden. Im Viertelfinale schied Frankreich mit 19:20 gegen Wales aus, nachdem das Team zur Halbzeit noch mit 19:10 geführt hatte. Sébastien Vahaamahina war kurz nach dem Seitenwechsel mit einer roten Karte vom Platz gestellt worden, worauf Wales das Spiel drehen konnte.

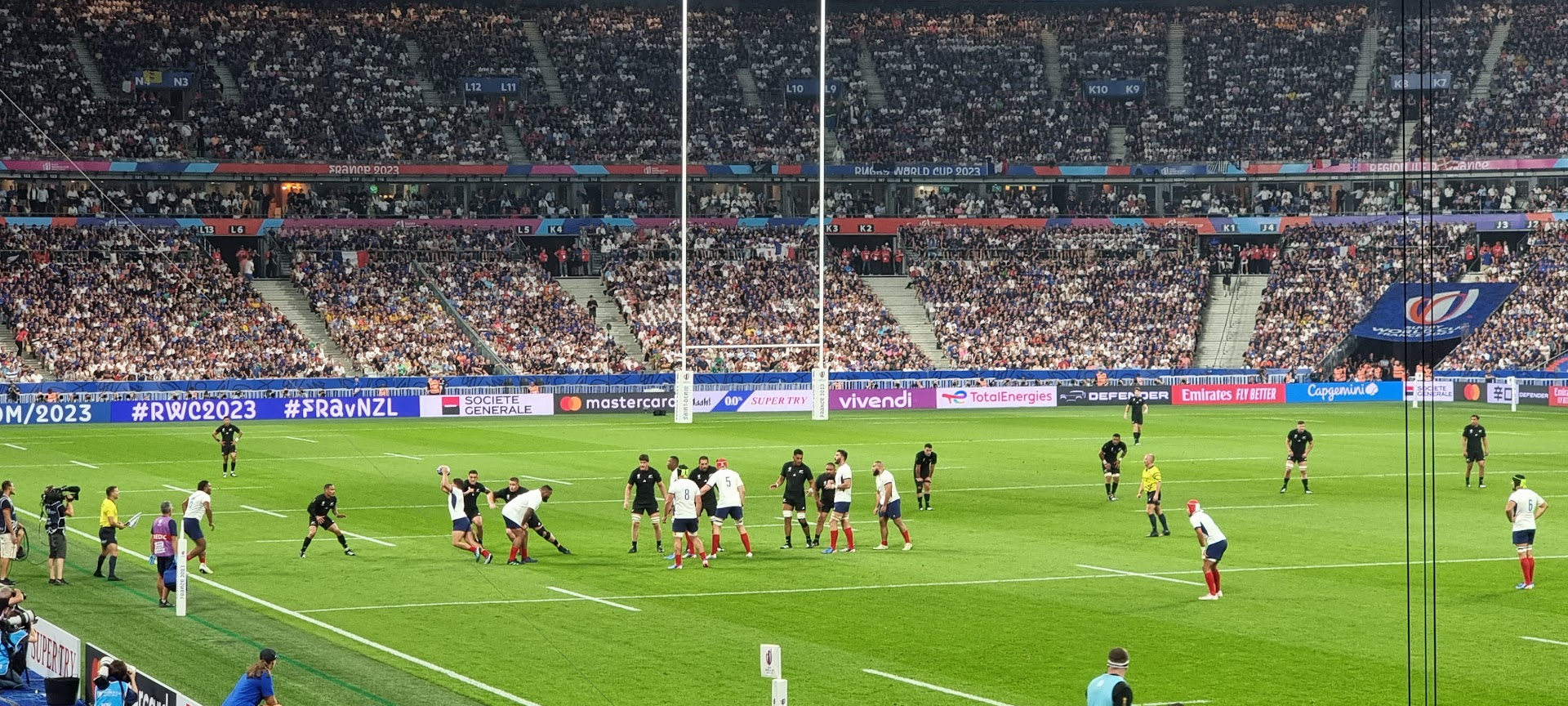
Eröffnungsspiel der WM 2023 zwischen dem Gastgeber Frankreich und Neuseeland

Seit Anfang 2020 trainiert Fabien Galthié die französische Nationalmannschaft, die unter seiner Führung wieder an die Erfolge früherer Zeiten anknüpfen soll. Beim Six Nations 2020 verpasste Frankreich den Turniersieg nur aufgrund der schlechteren Punktedifferenz hinter England. Beim anschließenden Autumn Nations Cup, der die traditionellen End-of-year Internationals ersetzte, erreichte Frankreich das Finale, wo es England unterlag. Auch beim Six Nations 2021 belegte die Mannschaft den zweiten Platz, diesmal hinter Wales. Während den Mid-year Internationals 2021 verloren die Franzosen ihre Auswärtsserie gegen die Wallabies mit 1:2. Im November 2021 gelang der erste Sieg über Neuseeland seit mehr als zwölf Jahren, womit sich die Franzosen die Dave Gallaher Trophy zum zweiten Mal sicherten, und Antoine Dupont wurde von World Rugby als „Spieler des Jahres“ ausgezeichnet. Beim Six Nations 2022 blieben die Franzosen in allen fünf Spielen unbesiegt, womit sie erstmals seit 2010 wieder einen Turniersieg feiern konnten und zugleich zum insgesamt zehnten Mal einen Grand Slam schafften. Während der darauf folgenden Serie in Japan und den End-of-year Internationals 2022 blieben die Franzosen ebenfalls unbesiegt. Beim Six Nations 2023 bekleideten sie abermals den zweiten Platz, diesmal hinter den Iren, gegen welche die einzige Niederlage resultierte. Aufgrund ihrer herausragenden Leistungen waren die Franzosen bei den Laureus Awards 2023 als „Mannschaft des Jahres“ nominiert. Frankreich war Gastgeber der Weltmeisterschaft 2023, in der es nach den Leistungen vor dem Turnier als einer der Turnierfavoriten galt. Im Eröffnungsspiel fügten die Franzosen dem Mitfavoriten Neuseeland die höchste Niederlage bei einem Turnier und die erste Niederlage überhaupt in der Gruppenphase zu (27:13). Im darauf folgenden Gruppenspiel gegen Uruguay tat sich die Reservemannschaft jedoch schwer (27:12). Daraufhin gelangen gegen Namibia der höchste Sieg der Verbandsgeschichte (96:0) und gegen Italien der deutlichste Sieg gegen diesen Gegner überhaupt (60:7). Wermutstropfen war jedoch die Verletzung des Schlüsselspielers und Kapitäns Antoine Dupont im Spiel gegen Namibia, wobei er einen Oberkiefer- und Jochbeinbruch erlitt und sein Einsatz im Viertelfinale gegen Südafrika fraglich erschien. Dieses verlor der Gastgeber gegen den Titelverteidiger und späteren Weltmeister denkbar knapp mit 28:29. Beim Six Nations 2024 erreichten die Franzosen wie im Vorjahr den zweiten Platz hinter Irland. Ein Jahr später gewann das Team seinen insgesamt 27. Titel, verpasste aber den Grand Slam nach einer knappen Niederlage gegen England.

## Trikot, Logo und Spitzname

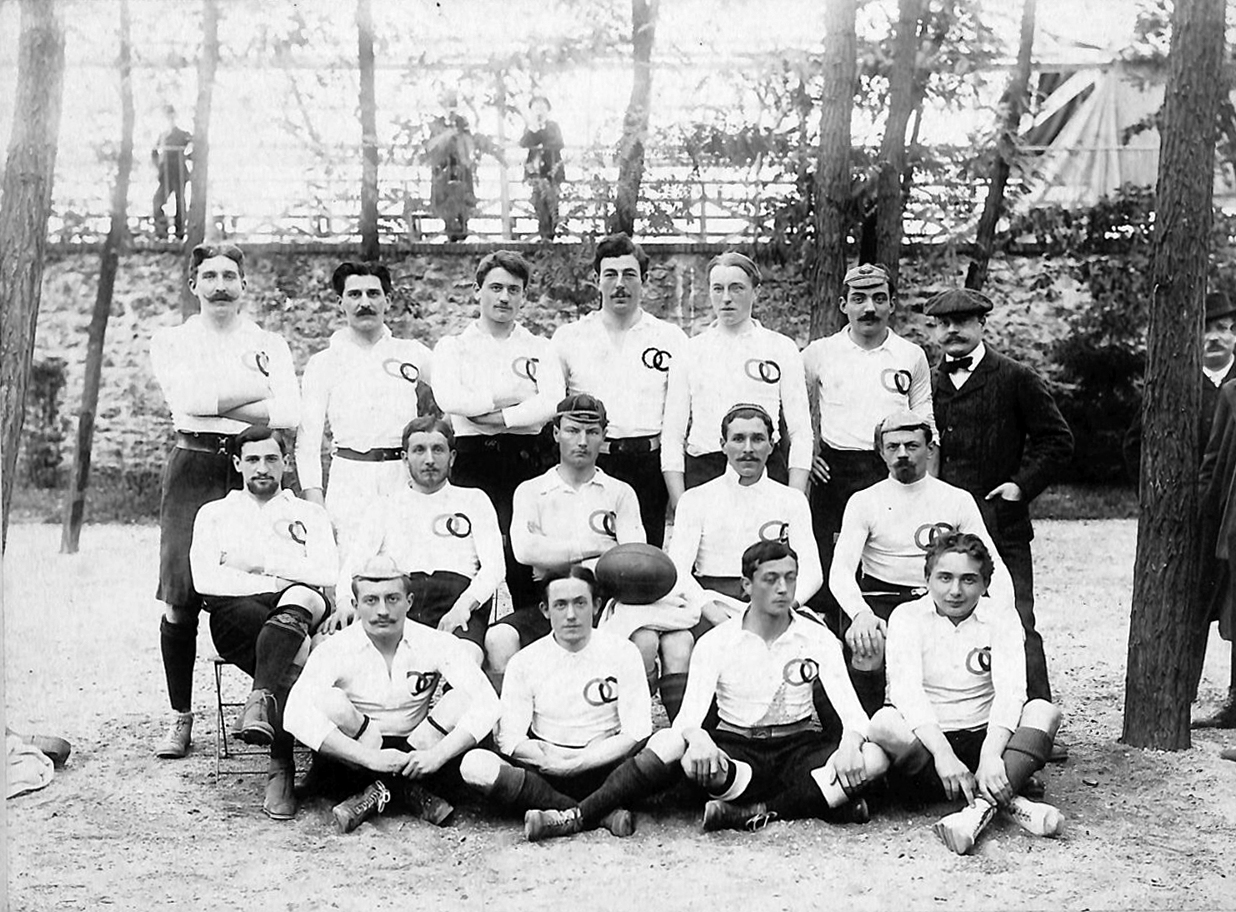
Frankreich im ersten Trikot (in weiß mit den beiden Ringen der USFSA), vor dem Spiel gegen Großbritannien 1900

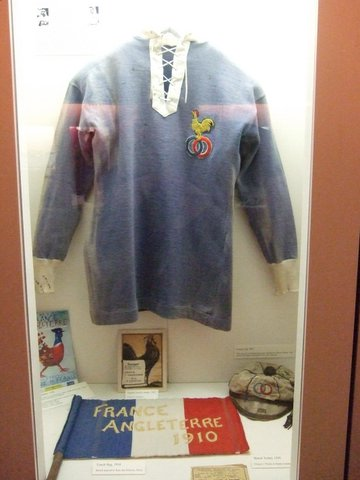
Frankreichs Trikot 1910, mit dem gallischen Hahn und die beiden Ringe der USFSA

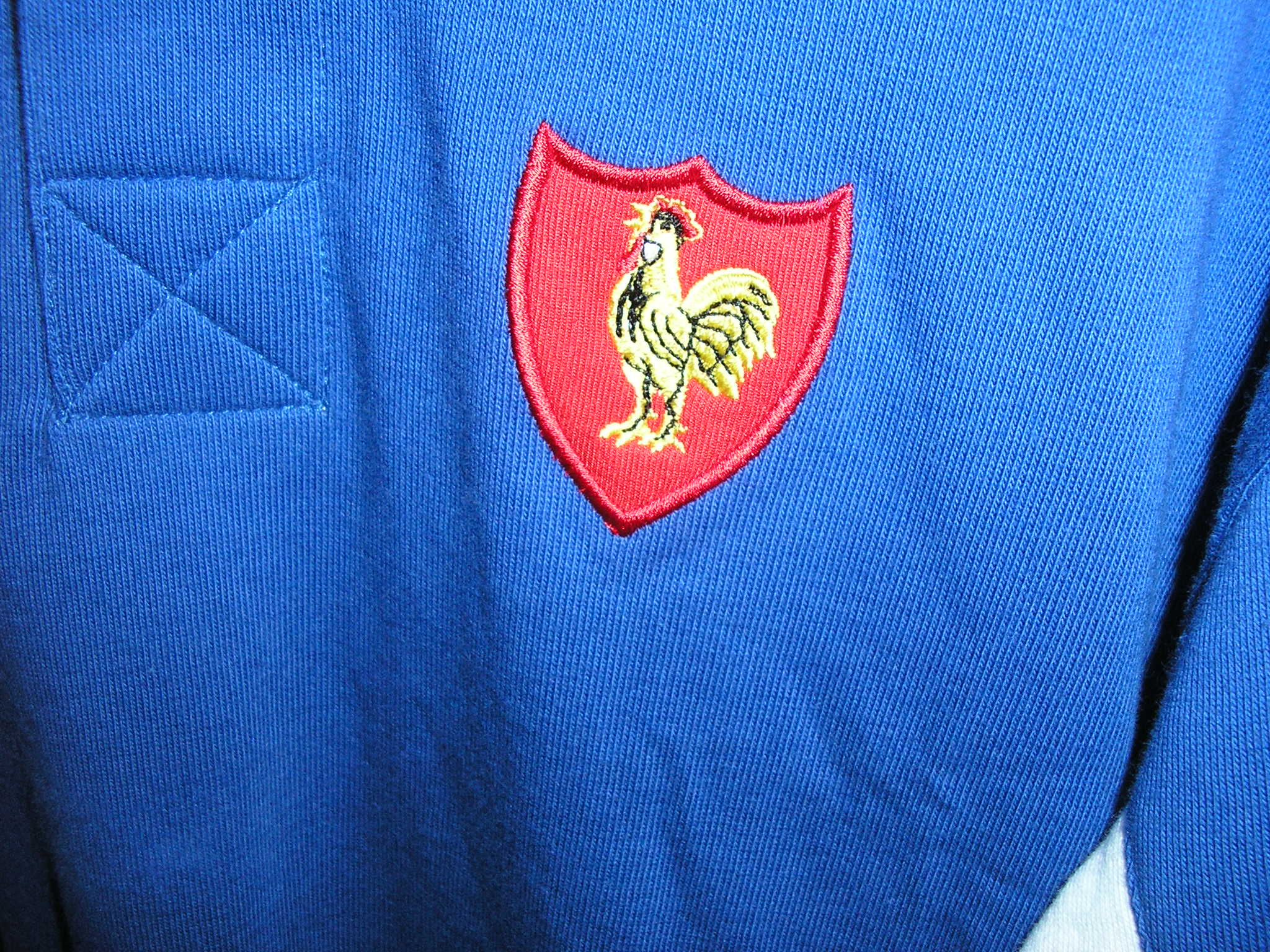
Trikot der französischen Mannschaft während der Weltmeisterschaft 2007 mit dem traditionellen gallischen Hahn

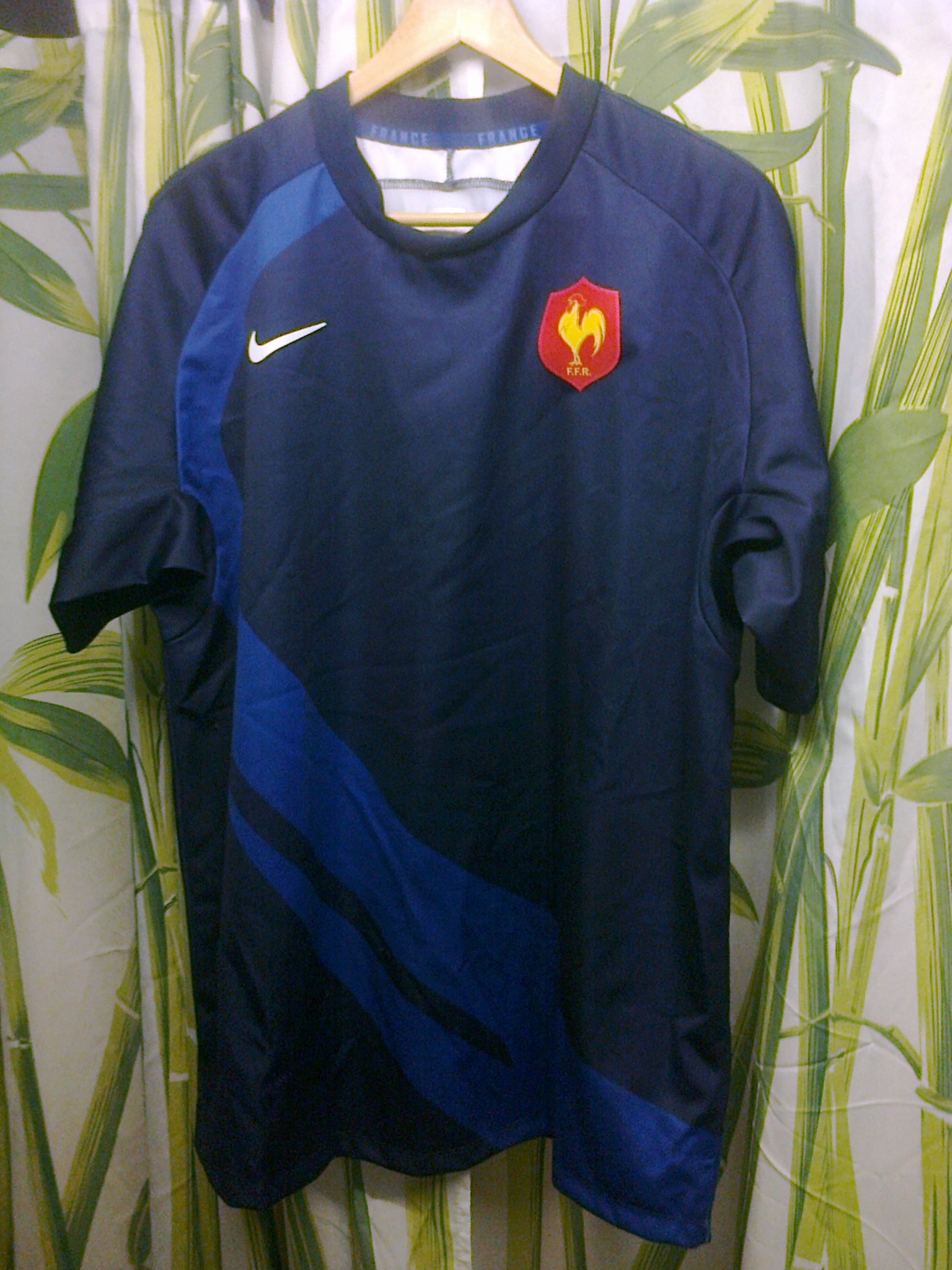
Frankreichs Trikot für die WM 2007

Bis 1912 spielte die französische Nationalmannschaft in weißen Trikots mit zwei Ringen darauf (das Logo der Union des sociétés françaises de sports athlétiques, den damaligen Sportverband, dem die Aufsicht über mehrere Sportarten im Land oblag). Nachdem Frankreich 1911 sein erstes Spiel gegen Schottland gewonnen hatte, schlug Mannschaftskapitän Marcel Communeau vor, die Mannschaft solle den coq gaulois (den „gallischen Hahn“) verwenden, ein traditionelles Symbol Frankreichs. Die Wahl fiel vermutlich deshalb auf den gallischen Hahn, weil er als stolzes und tapferes Tier angesehen wird, das manchmal auch aggressiv werden kann. Er wurde jedoch bereits zuvor von anderen französischen Nationalmannschaften als Symbol verwendet – der Fußballspieler Jean Rigal trug bereits im Mai 1910 ein Trikot mit diesem Symbol. Das Symbol war ursprünglich in weiß und rot gehalten, wurde nach 1945 jedoch in ein mehrfarbiges, aufgesticktes Bild abgeändert; seit 1970 ist es goldfarben.
Das Symbol der Nationalmannschaft erlangte rasch Beliebtheit und wurde bei den Olympischen Spielen 1920 von der französischen Auswahl verwendet, wobei der Hahn auf den olympischen Ringen abgebildet war. Der Hahn entwickelte sich daraufhin zu einem bekannten Symbol französischer Nationalmannschaften. Die Rugby-Nationalspieler werden manchmal les coqs („die Hähne“) genannt und einige Anhänger der Nationalmannschaft lassen vor Spielen Hähne auf dem Spielfeld herumlaufen.
Traditionell spielt die Nationalmannschaft in blauen Trikots, weißen Hosen und roten Socken, nach den Farben der Flagge Frankreichs, wovon der Spitzname les tricolores („die Dreifarbigen“) herrührt. Seitdem die Mannschaft im 21. Jahrhundert wie andere französische Nationalmannschaften überwiegend blaue Trikots trägt, werden sie für gewöhnlich les Bleus („die Blauen“) genannt. Spielt die gegnerische Mannschaft traditionell ebenfalls in blauen Trikots – beispielsweise Argentinien, Italien und Schottland – läuft Frankreich in weißen Trikots auf. Für die Weltmeisterschaft 2007 wurden neue Trikots entworfen, wobei eines in Dunkelblau gehalten ist. Im Juni 2011 wurde ein neues Trikot vorgestellt, bestehend aus einem blauen Hemd, blauen Hosen und blauen Socken für Heimspiele sowie ein weißes Trikot mit weißen Hosen und weißen Socken für Auswärtsspiele.
2011 machte die FFR die Partnerschaft mit Adidas für einen Zeitraum von sechs Jahren bekannt. Ab Juli 2018 wurde das Trikot für einen Zeitraum von sechs Jahren vom französischen Sportausrüster Le Coq Sportif hergestellt. 2024 kehrte der deutsche Sportausrüster Adidas für vier Jahre als Trikotausrüster zurück.
Unter der Führung ihres neuen Präsidenten Bernard Laporte fasste es die FFR ins Auge, Sponsoren für das Trikot zu gewinnen. Am 24. Juni 2017 kündigte die FFR an, dass man mit der Vermarktung des Trikots begonnen habe. Im Februar desselben Jahres wurde beschlossen, dass auf der Vorderseite mit dem Slogan #France2023 für die Weltmeisterschaft 2023 in Frankreich geworben wird. Im März 2017 machte die Groupe Altrad ihre Unterstützung für die französische Bewerbung bekannt und das Unternehmenslogo wurde dem Slogan #France2023 auf dem Trikot hinzugefügt. Die Groupe Altrad ist somit das erste Unternehmen, dessen Logo auf dem französischen Trikot zu sehen ist. Nachdem 2017 die französische Bewerbung um die Weltmeisterschaft 2023 erfolgreich war, unterzeichnete die Groupe Altrad einen Vertrag mit der FFR und das Firmenlogo erscheint seitdem alleine auf dem Trikot.

## Trikotausrüster und -sponsoren
Seit 1970 traten die folgenden Trikotausrüster und -sponsoren in Erscheinung:
| Zeitraum  | Ausrüster      | Sponsor       |
| --------- | -------------- | ------------- |
| 1970–1975 | Le Coq Sportif | —             |
| 1976–1979 | Adidas         | —             |
| 1980–1986 | Le Coq Sportif | —             |
| 1985–1986 | Nike           | —             |
| 1986–1998 | Adidas         | —             |
| 1998–2012 | Nike           | —             |
| 2012–2017 | Adidas         | —             |
| 2017–2018 | Adidas         | —             |
| 2018–2024 | Le Coq Sportif | Groupe Altrad |
| 2024–2028 | Adidas         | Groupe Altrad |

## Stadien

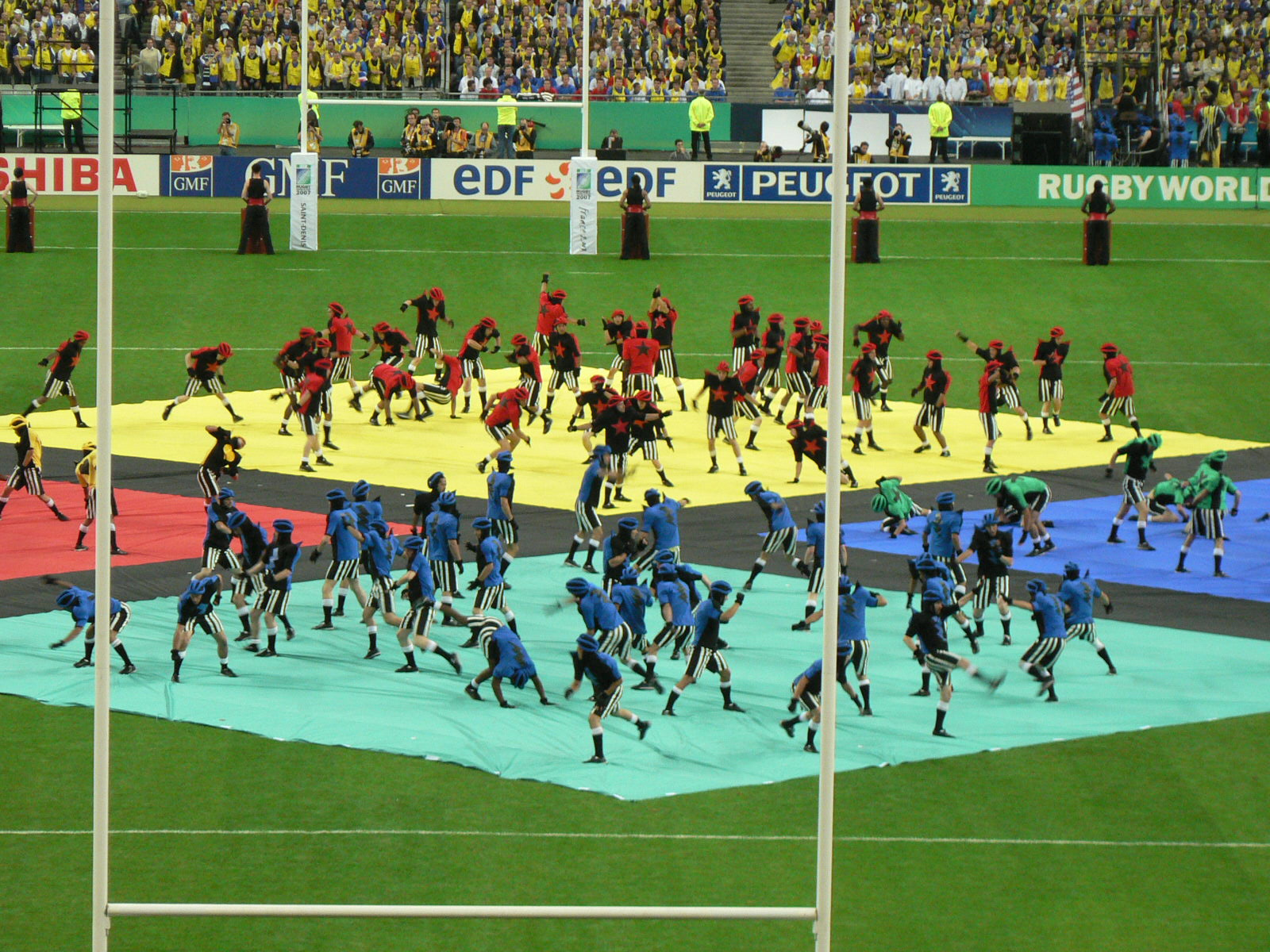
Eröffnungszeremonie der Weltmeisterschaft 2007 im Stade de France in Saint-Denis nahe Paris

Wie in den Rugbynationen Argentinien, Australien, Neuseeland und Südafrika gibt es in Frankreich kein offizielles „Nationalstadion“, vielmehr absolviert die französische Rugbymannschaft seit jeher in zahlreichen verschiedenen Orten Frankreichs ihre Heimspiele. Partien im Rahmen von Six Nations und dessen Vorgängerturniere werden jedoch fast ausschließlich im Großraum Paris ausgetragen. Früher waren dies das Stade Olympique Yves-du-Manoir in Colombes und der Parc des Princes in der Hauptstadt selbst. Seitdem die französische Rugbymannschaft Ende 1997 den Parc des Princes verließ, dient ihnen das Stade de France in Saint-Denis als Hauptspielstätte.
Weitere Austragungsorte von Heimspielen seit 2005 sind das Stade Chaban-Delmas in Bordeaux, das Grand Stade Lille Métropole in Villeneuve-d’Ascq, das Matmut Stadium Gerland in Lyon, das Stade Vélodrome in Marseille, das Stade de la Mosson in Montpellier, das Stade Louis-Fonteneau in Nantes, das Stadium Municipal in Toulouse und die Paris La Défense Arena in Nanterre.
Im Juni 2012 machte die FFR Pläne für ein neues Rugbystadion in Évry, etwa 25 Kilometer südlich von Paris, bekannt. Laut Schätzungen sollten sich die Baukosten auf etwa 600 Millionen Euro belaufen und die Zuschauerkapazität sollte 82.000 betragen. Die Fertigstellung des Stadions war ursprünglich für 2017 geplant, wurde jedoch später auf 2021 oder 2022 verschoben. Im Dezember 2016 gab die FFR das Stadionprojekt offiziell auf.

## Test Matches

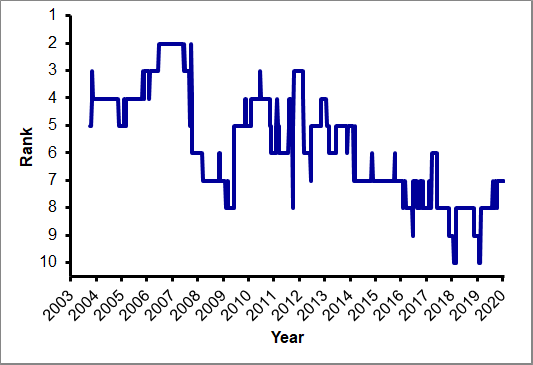
Frankreich auf der Weltrangliste von World Rugby seit dem 10. Oktober 2003

Frankreich hat 457 seiner bisher 823 Test Matches gewonnen, was einer Gewinnquote von 55,53 % entspricht. Frankreichs Statistik der Test Matches gegen alle Nationen, alphabetisch geordnet, ist wie folgt (Stand: 12. August 2025):
| Land               | Spiele | Gewonnen | Unent- schieden | Verloren | % Siege |
| ------------------ | ------ | -------- | --------------- | -------- | ------- |
| Argentinien        | 56     | 40       | 1               | 15       | 71,43   |
| Australien         | 52     | 21       | 2               | 29       | 40,38   |
| British Lions      | 1      | 0        | 0               | 1        | 0,00    |
| Deutschland        | 16     | 14       | 0               | 2        | 87,50   |
| Elfenbeinküste     | 1      | 1        | 0               | 0        | 100,00  |
| England            | 112    | 44       | 7               | 61       | 39,29   |
| Fidschi            | 11     | 10       | 0               | 1        | 90,91   |
| Georgien           | 2      | 2        | 0               | 0        | 100,00  |
| Irland             | 104    | 60       | 7               | 37       | 57,69   |
| Italien            | 50     | 46       | 1               | 3        | 92,00   |
| Japan              | 8      | 7        | 1               | 0        | 87,50   |
| Kanada             | 9      | 8        | 0               | 1        | 88,89   |
| Namibia            | 3      | 3        | 0               | 0        | 100,00  |
| Neuseeland         | 67     | 15       | 1               | 51       | 22,39   |
| Pacific Islanders  | 1      | 1        | 0               | 0        | 100,00  |
| Rumänien           | 52     | 42       | 2               | 8        | 80,77   |
| Samoa              | 4      | 4        | 0               | 0        | 100,00  |
| Schottland         | 104    | 61       | 3               | 40       | 58,65   |
| Simbabwe           | 1      | 1        | 0               | 0        | 100,00  |
| Südafrika          | 46     | 12       | 6               | 28       | 26,09   |
| Tonga              | 6      | 4        | 0               | 2        | 66,67   |
| Tschechoslowakei   | 2      | 2        | 0               | 0        | 100,00  |
| Uruguay            | 1      | 1        | 0               | 0        | 100,00  |
| Vereinigte Staaten | 9      | 7        | 0               | 2        | 77,78   |
| Wales              | 105    | 51       | 3               | 51       | 48,57   |
| Gesamt             | 823    | 457      | 34              | 332      | 55,53   |

Nicht inbegriffen sind Spiele gegen diverse Auswahlmannschaften im Rahmen der Überseetouren der Amateur-Ära sowie die von der Fédération française de rugby (FFR) nicht offiziell anerkannten Begegnungen mit Nichtmitgliedern, denen lange Zeit nicht der volle Status als Test Matches zugestanden wurde – auch rückwirkend nicht. Die Spiele im Rahmen der Victory Internationals gelten nicht als Test Matches, ebenso wenig die meisten Spiele während der Europameisterschaften, die in der Regel von der Reservemannschaft absolviert wurden.

## Rivalitäten mit anderen Nationalmannschaften

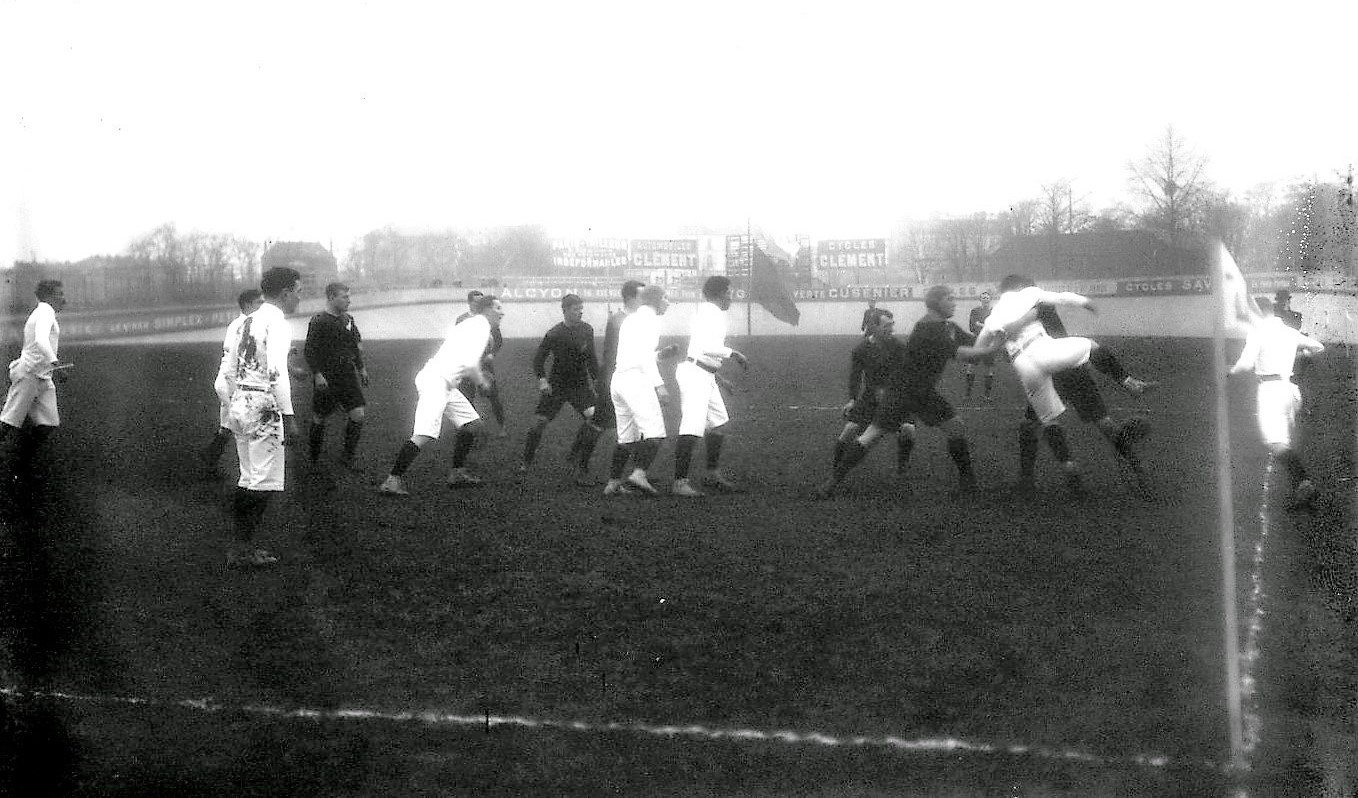
Das erste Test Match zwischen Frankreich und Neuseeland am 1. Januar 1906 in Paris

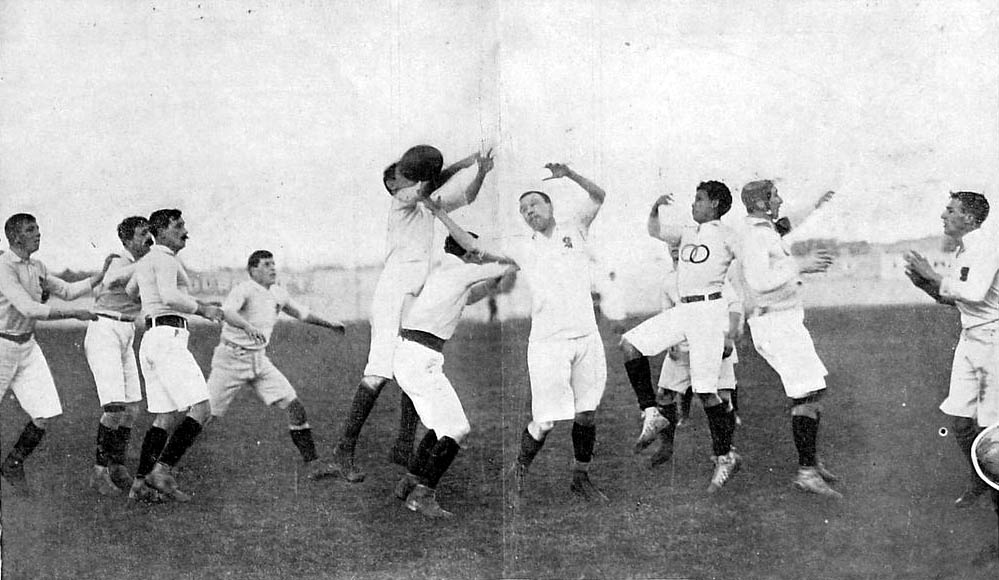
Das erste Test Match zwischen England und Frankreich am 22. März 1906 in Paris

Frankreich und England trafen bisher 112 Mal aufeinander, wobei England 61 Test Matches gewinnen konnte und Frankreich 44, dazu kommen sieben Unentschieden. Bei Weltmeisterschaften spielten beide Mannschaften bisher fünfmal gegeneinander; England war dreimal siegreich und Frankreich zweimal. Spiele zwischen beiden Teams werden in den Medien und bei Fans in beiden Ländern gleichermaßen Le Crunch genannt. Gerade bei Weltmeisterschaften sind England und Frankreich die bisher erfolgreichsten Nationalmannschaften der nördlichen Hemisphäre. Beide Teams erreichten fast immer abwechselnd das WM-Finale (nur 1995, 2015 und 2023 machten Mannschaften der südlichen Hemisphäre den Turniersieg unter sich aus). England schaffte es bisher viermal ins Finale und Frankreich dreimal, bei bisher insgesamt neun Weltmeisterschaften. Beide Länder stellen auch die beiden finanzkräftigsten Ligen weltweit, die Premiership Rugby und die Top 14.
Wie die anderen etablierten Rugbynationen der nördlichen Hemisphäre pflegt auch Frankreich eine Rivalität mit den „großen“ Nationalmannschaften der südlichen Hemisphäre. So traf Frankreich bei allen drei Endspielteilnahmen auf Mannschaften der Südhalbkugel (zweimal auf Neuseeland und einmal auf Australien). Gegen die All Blacks bestritt man zwei Endspiele: 1987 und 2011, wobei man keines gewinnen konnte. 1999 traf man auf die Wallabies und unterlag ebenfalls. Gegen Südafrika spielte Frankreich bei Weltmeisterschaften bisher zweimal: 1995 im Viertelfinale, als es sich den Gastgebern geschlagen geben musste, und 2023, als es dem Titelverteidiger und späteren Weltmeister unterlag. Gegen die All Blacks bestritt man bisher acht Spiele bei Weltmeisterschaften, wobei Frankreich das Halbfinale 1999 und das Viertelfinale 2007 gegen die jeweils favorisierten All Blacks für sich entscheiden konnte. Ausgeglichener ist die Bilanz gegen die Wallabies: Von bisher vier Spielen gewannen beide Mannschaften jeweils zwei.

## Erfolge

### Weltmeisterschaften

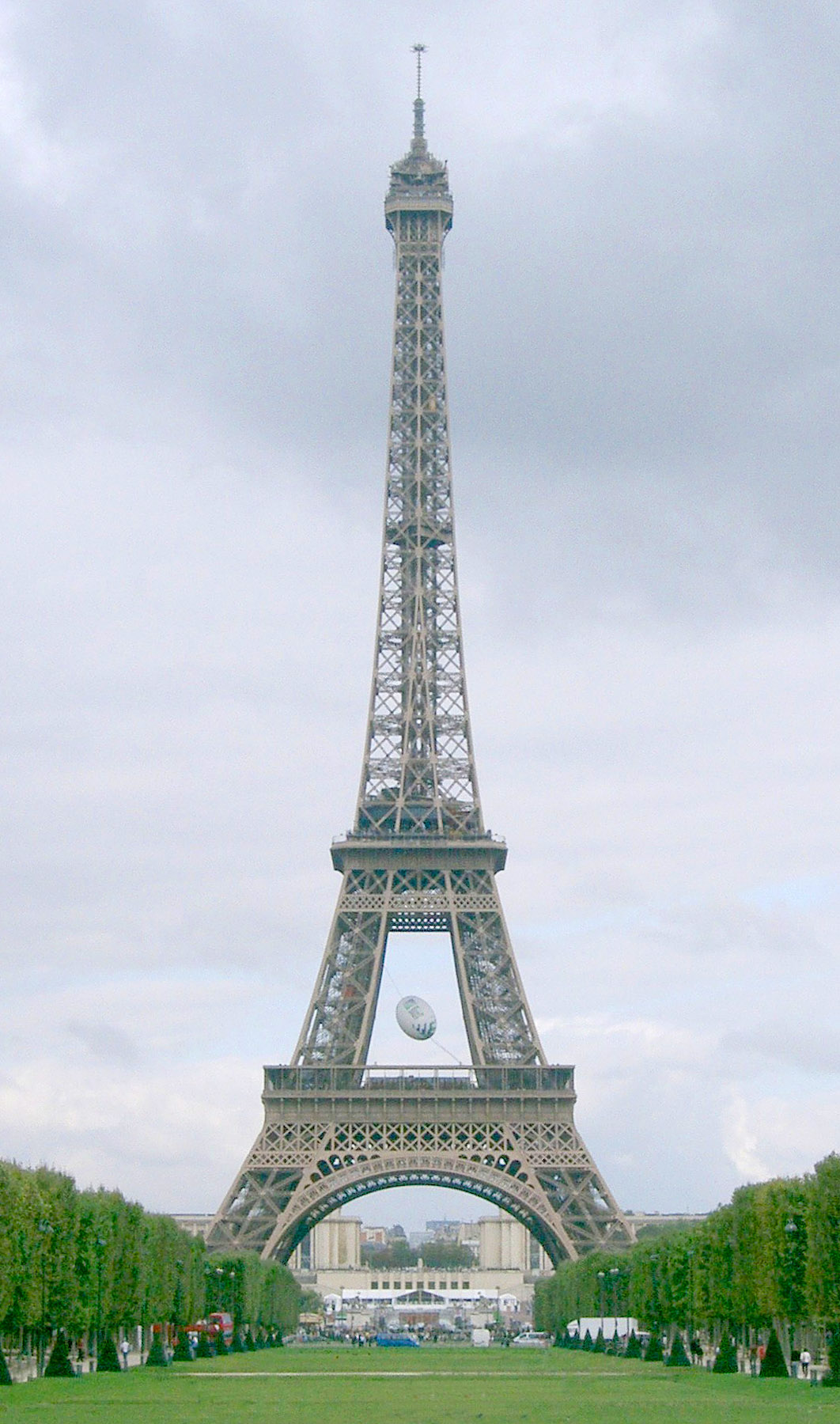
Der Pariser Eiffelturm während der Weltmeisterschaft 2007

Frankreich hat bisher an jeder Weltmeisterschaft teilgenommen und erreichte bei drei Turnieren das Finale, verlor jedoch jeweils gegen Neuseeland (1987), Australien (1999) und Neuseeland (2011). Damit ist Frankreich die erfolgreichste Rugby-Mannschaft der Nordhemisphäre nach England, das den Webb Ellis Cup bisher einmal entgegennehmen konnte. Bei der ersten Weltmeisterschaft 1987 in Australien und Neuseeland drang Frankreich bis ins Finale vor, unterlag jedoch deutlich gegen Neuseeland. Bei der zweiten Weltmeisterschaft 1991 in den Ländern der damaligen Five Nations schied Frankreich im Viertelfinale gegen England aus. 1995 schaffte es Frankreich bis ins Halbfinale, unterlag jedoch gegen den Gastgeber und späteren Weltmeister Südafrika, danach bezwang man England im Spiel um Platz 3. Bei der Weltmeisterschaft 1999, die ebenfalls in den damaligen Five Nations ausgetragen wurde, schaffte es Frankreich nach einem starken Auftreten gegen Neuseeland im Halbfinale wieder bis ins Finale, unterlag diesmal jedoch gegen Australien. 2003 unterlag Frankreich dem späteren Weltmeister England im Halbfinale und verlor auch das Spiel um Platz 3 gegen Neuseeland deutlich. Die Heimweltmeisterschaft 2007 startete mit einem Stolpern gegen überraschend starke Argentinier, schaffte es aber trotzdem bis ins Halbfinale, wo man England unterlag; im Spiel um Platz 3 verlor man nochmals gegen Argentinien. 2011 schaffte es Frankreich trotz des offenen Aufruhrs gegen den Nationaltrainer bis ins Finale und scheiterte knapp am Gastgeber Neuseeland. Bei der Weltmeisterschaft 2015 unterlag man dem Titelverteidiger und späteren Weltmeister Neuseeland im Viertelfinale deutlich. Bei der Weltmeisterschaft 2019 gab Frankreich den Sieg im Viertelfinale aus der Hand und unterlag knapp den Walisern. Bei der Weltmeisterschaft 2023 unterlag der Gastgeber im Viertelfinale dem Titelverteidiger und späteren Weltmeister Südafrika knapp.
| Jahr | Resultat        | Spiele          | Siege           | Unent.          | Ndlg.           | +/-             | Punkte          |
| ---- | --------------- | --------------- | --------------- | --------------- | --------------- | --------------- | --------------- |
| 1987 | 2. Platz        | 6               | 4               | 1               | 1               | 215:113         | 5               |
| 1991 | Viertelfinale   | 4               | 3               | 0               | 1               | 92:44           | 9               |
| 1995 | 3. Platz        | 6               | 5               | 0               | 1               | 184:87          | 9               |
| 1999 | 2. Platz        | 6               | 5               | 0               | 1               | 210:144         | 6               |
| 2003 | 4. Platz        | 7               | 5               | 0               | 2               | 267:155         | 20              |
| 2007 | 4. Platz        | 7               | 4               | 0               | 3               | 227:103         | 15              |
| 2011 | 2. Platz        | 7               | 4               | 0               | 3               | 159:124         | 11              |
| 2015 | Viertelfinale   | 5               | 3               | 0               | 2               | 133:125         | 14              |
| 2019 | Viertelfinale   | 4               | 3               | 0               | 1               | 98:71           | 15              |
| 2023 | Viertelfinale   | 5               | 4               | 0               | 1               | 238:61          | 18              |
| 2027 | qualifiziert    | qualifiziert    | qualifiziert    | qualifiziert    | qualifiziert    | qualifiziert    | qualifiziert    |
| 2031 | noch ausstehend | noch ausstehend | noch ausstehend | noch ausstehend | noch ausstehend | noch ausstehend | noch ausstehend |

### Five Nations / Six Nations

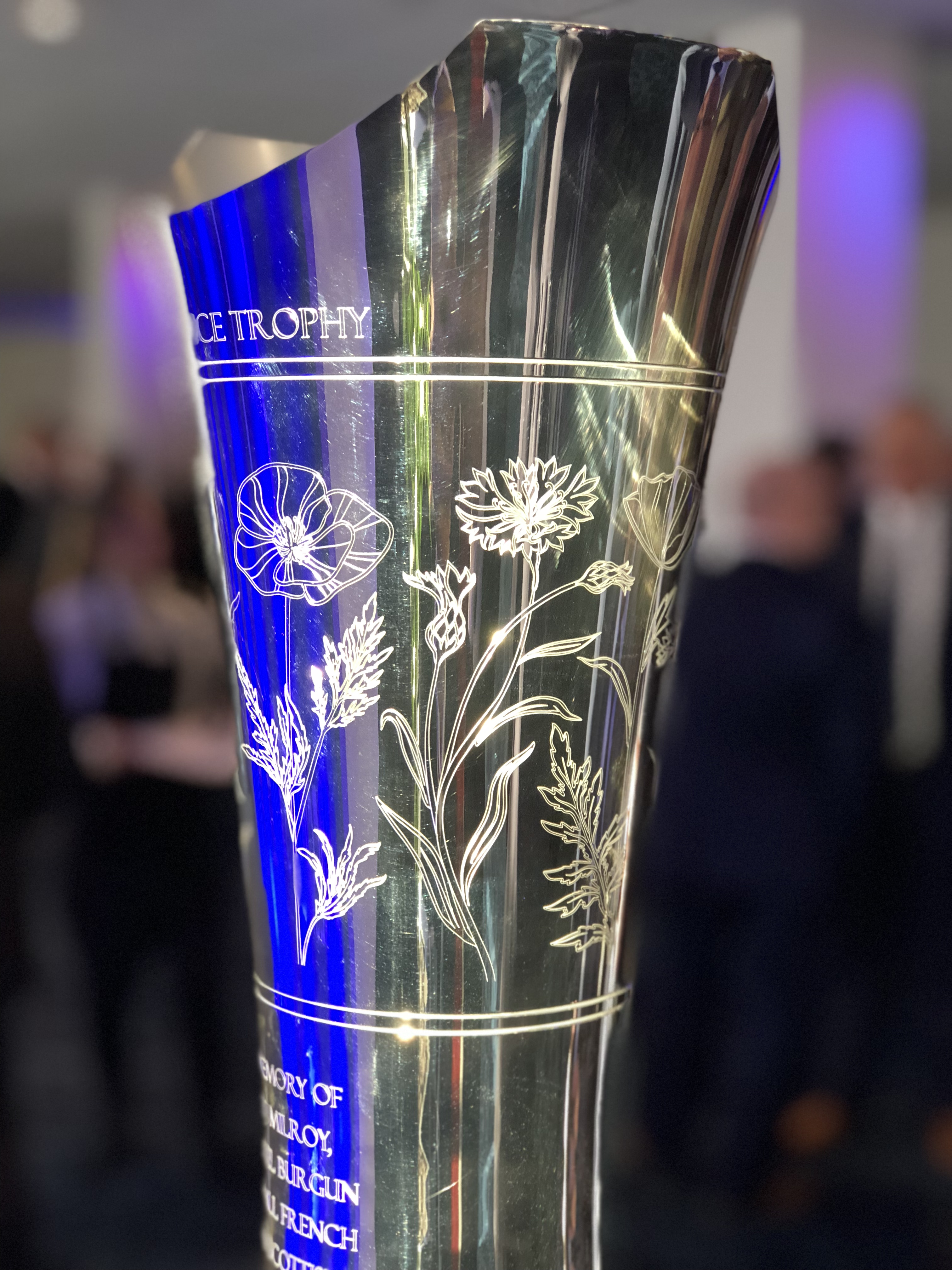
Während den Six Nations spielen Frankreich und Schottland seit 2018 die Auld-Alliance-Trophäe aus

Frankreichs einziges jährliches Turnier sind die Six Nations, bei dem das Team gegen fünf andere europäische Mannschaften antritt: England, Irland, Italien, Schottland und Wales. Die Six Nations begannen 1883 als Home Nations Championship und wurden 1910 zu den Five Nations, als Frankreich teilzunehmen begann. 1932 wurde Frankreich wegen vermuteter Professionalität im damals strengen Amateursport Rugby Union aus den Five Nations ausgeschlossen, die damit zum Format der Home Nations Championship zurückkehrten; 1947 erfolgte die Wiederaufnahme Frankreichs. 1954 gelang der erste Titelgewinn, den man sich mit England und Wales teilte. 1959 gelang der erste alleinige Titelgewinn.
Im Rahmen der Six Nations spielt Frankreich seit 2007 gegen Italien um die Giuseppe-Garibaldi-Trophäe und seit 2018 gegen Schottland um die Auld-Alliance-Trophäe. In der gesamten Geschichte der Six Nations ist Frankreich die dritterfolgreichste Mannschaft, obwohl es an 34 Turniere weniger teilnahm als die Home Nations. Frankreich konnte im gleichen Teilnahmezeitraum fast die gleiche Anzahl an Turnieren gewinnen wie England; ebenso ist Frankreich die erfolgreichste Mannschaft in der Nachkriegszeit seit 1945. Bisher gewann Frankreich den Titel 19 Mal, dazu kommen acht geteilte Siege. Man erzielte außerdem zehn Grand Slams.
- 19 alleinige Siege (1959, 1961, 1962, 1967, 1968, 1977, 1981, 1987, 1989, 1993, 1997, 1998, 2002, 2004, 2006, 2007, 2010, 2022, 2025)
- 8 geteilte Siege (1954, 1955, 1960, 1970, 1973, 1983, 1986, 1988)
- 10 Grand Slams (1968, 1977, 1981, 1987, 1997, 1998, 2002, 2004, 2010, 2022)

### Weitere Test Matches

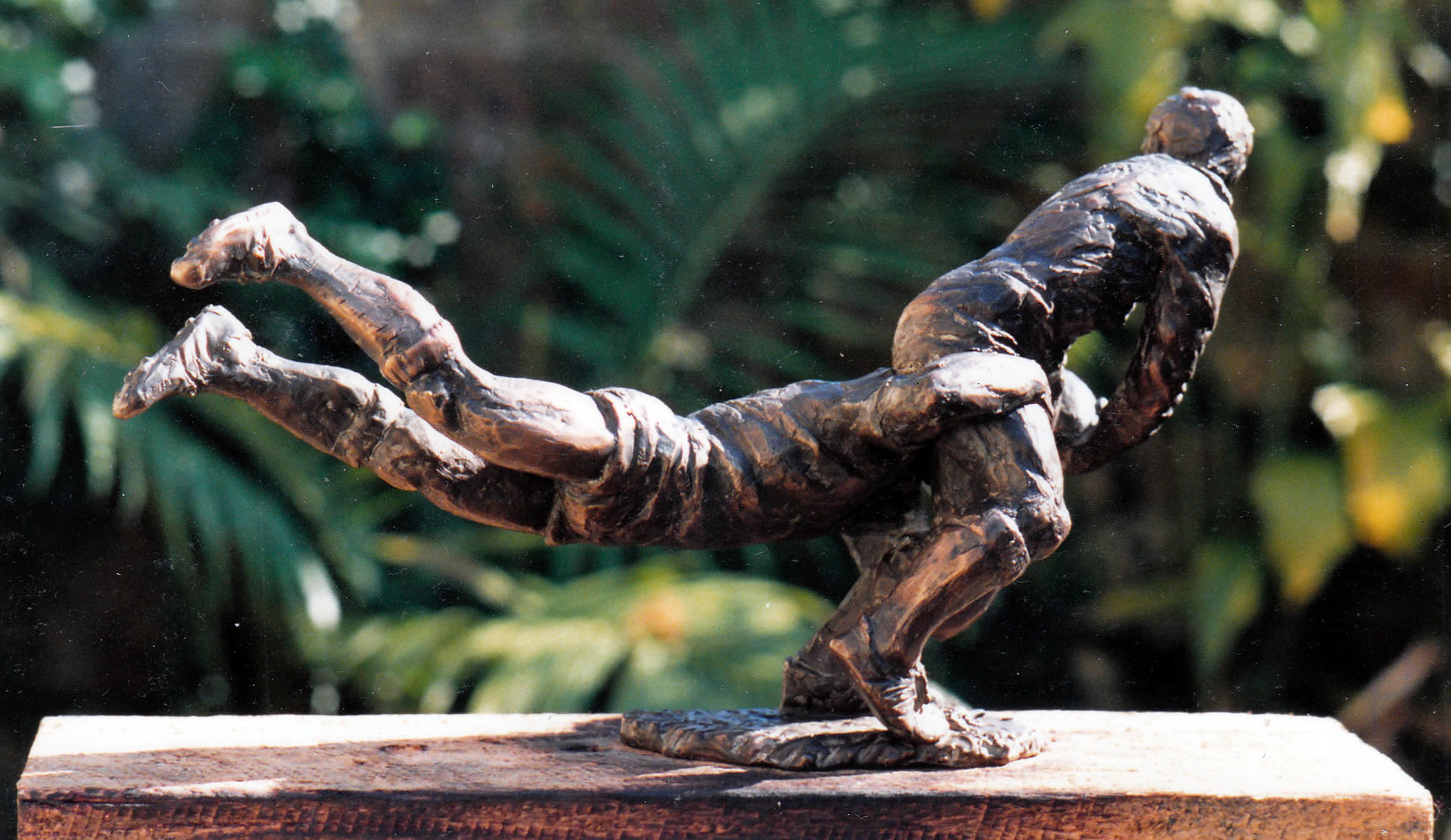
Die Trophée des Bicentenaires wird seit 1989 zwischen Australien und Frankreich ausgespielt

Während der Amateur-Ära tourte Frankreich zum Teil monatelang ins Ausland, um gegen andere Nationalteams sowie Regionalauswahlen und Vereinsmannschaften anzutreten. Ebenso empfing man in Frankreich tourende Nationalteams.
Die Touren nach alter Tradition kamen um das Jahr 2000 zum Erliegen. Heute stehen für Test Matches gegen Teams der südlichen Hemisphäre jedes Jahr zwei Zeitfenster zur Verfügung. Bei den Mid-year Internationals im Juni reist Frankreich in die Südhemisphäre, bei den End-of-year Internationals im November empfängt man Mannschaften aus der Südhemisphäre in Frankreich. Dabei spielt Frankreich seit 1989 gegen Australien um die Trophée des Bicentenaires (zum 200. Jubiläum der Französischen Revolution gestiftet) und gegen Neuseeland seit 2000 um die Dave Gallaher Trophy (benannt nach David „Dave“ Gallaher, dem Kapitän der „Original All Blacks“ von 1905/06, der während des Ersten Weltkrieges in Frankreich starb).

### Olympische Spiele
Frankreich nahm dreimal an olympischen Turnieren teil. Das Team wurde einmal Olympiasieger und musste sich zweimal im Finale geschlagen geben (jeweils gegen das Team der Vereinigten Staaten).
- 1900: 1. Platz
- 1920: 2. Platz
- 1924: 2. Platz

### Europameisterschaften
Die französische Nationalmannschaft nahm zwischen 1936 und 1954 an Rugby-Europameisterschaften teil und entschied in diesem Zeitraum alle fünf Austragungen für sich. Danach beteiligte sich der französische Verband ab 1965 nur noch mit der Reservemannschaft France A an Europameisterschaften – mit Ausnahme der Partien gegen die damals hoch eingeschätzte Mannschaft Rumäniens – und errang bis zum endgültigen Rückzug im Jahr 1997 weitere 20 Europameistertitel.
- Turniersiege Nationalmannschaft (5): 1936, 1937, 1938, 1952, 1954
- Turniersiege France A (20): 1965/66, 1966/67, 1967/68, 1969/70, 1970/71, 1971/72, 1972/73, 1973/74, 1975/76, 1977/78, 1978/1979, 1979/80, 1981/82, 1983/84, 1984/85, 1985–1987, 1987–1989, 1989/90, 1990–1992, 1992–1994

### Mittelmeerspiele
Bisher fand bei Mittelmeerspielen viermal ein Wettbewerb im Rugby Union statt. Die französische Nationalmannschaft nahm dabei an allen Turnieren teil und entschied in diesem Zeitraum alle vier Austragungen für sich. Die Spiele zählten jeweils nicht als Test Matches.
- Turniersiege (4): 1955, 1979, 1983, 1993

## Spieler

### Aktueller Kader
Die folgenden Spieler bildeten den Kader während der Six Nations 2025:
| Spieler              | Position         | Mannschaft      | Länderspiele |
| -------------------- | ---------------- | --------------- | ------------ |
| Antoine Dupont       | Gedrängehalb     | Toulouse        | 55           |
| Nolann Le Garrec     | Gedrängehalb     | Racing 92       | 07           |
| Maxime Lucu          | Gedrängehalb     | Bordeaux Bègles | 24           |
| Matthieu Jalibert    | Verbinder        | Bordeaux Bègles | 34           |
| Romain Ntamack       | Verbinder        | Toulouse        | 37           |
| Pierre-Louis Barassi | Innendreiviertel | Toulouse        | 03           |
| Nicolas Depoortère   | Innendreiviertel | Bordeaux Bègles | 02           |
| Antoine Frisch       | Innendreiviertel | Toulon          | 02           |
| Émilien Gailleton    | Innendreiviertel | Pau             | 06           |
| Yoram Moefana        | Innendreiviertel | Bordeaux Bègles | 31           |
| Noah Nene            | Innendreiviertel | Dax             | 0            |
| Théo Attissogbé      | Außendreiviertel | Pau             | 03           |
| Louis Bielle-Biarrey | Außendreiviertel | Bordeaux Bègles | 14           |
| Gaël Dréan           | Außendreiviertel | Toulon          | 0            |
| Damian Penaud        | Außendreiviertel | Bordeaux Bègles | 53           |
| Gabin Villière       | Außendreiviertel | Toulon          | 18           |
| Léo Barré            | Schlussmann      | Stade Français  | 06           |
| Thomas Ramos         | Schlussmann      | Toulouse        | 39           |

| Spieler               | Position             | Mannschaft      | Länderspiele |
| --------------------- | -------------------- | --------------- | ------------ |
| Maxime Lamothe        | Hakler               | Bordeaux Bègles | 0            |
| Julien Marchand       | Hakler               | Toulouse        | 40           |
| Peato Mauvaka         | Hakler               | Toulouse        | 37           |
| Dorian Aldegheri      | Pfeiler              | Toulouse        | 19           |
| Uini Atonio           | Pfeiler              | La Rochelle     | 63           |
| Cyril Baille          | Pfeiler              | Toulouse        | 52           |
| Giorgi Beria          | Pfeiler              | Perpignan       | 0            |
| Georges-Henri Colombe | Pfeiler              | La Rochelle     | 07           |
| Jean-Baptiste Gros    | Pfeiler              | Toulon          | 32           |
| Dany Priso            | Pfeiler              | Toulon          | 18           |
| Rabah Slimani         | Pfeiler              | Leinster        | 57           |
| Hugo Auradou          | Zweite-Reihe-Stürmer | Pau             | 01           |
| Joshua Brennan        | Zweite-Reihe-Stürmer | Toulouse        | 0            |
| Thibaud Flament       | Zweite-Reihe-Stürmer | Toulouse        | 29           |
| Matthias Halagahu     | Zweite-Reihe-Stürmer | Toulon          | 0            |
| Emmanuel Meafou       | Zweite-Reihe-Stürmer | Toulouse        | 05           |
| Romain Taofifénua     | Zweite-Reihe-Stürmer | Lyon            | 53           |
| Esteban Abadie        | Flügelstürmer        | Toulon          | 01           |
| Grégory Alldritt      | Flügelstürmer        | La Rochelle     | 53           |
| Paul Boudehent        | Flügelstürmer        | La Rochelle     | 14           |
| François Cros         | Flügelstürmer        | Toulouse        | 34           |
| Marko Gazzotti        | Flügelstürmer        | Bordeaux Bègles | 01           |
| Oscar Jégou           | Flügelstürmer        | La Rochelle     | 01           |
| Anthony Jelonch       | Flügelstürmer        | Toulouse        | 29           |

### Bekannte Spieler

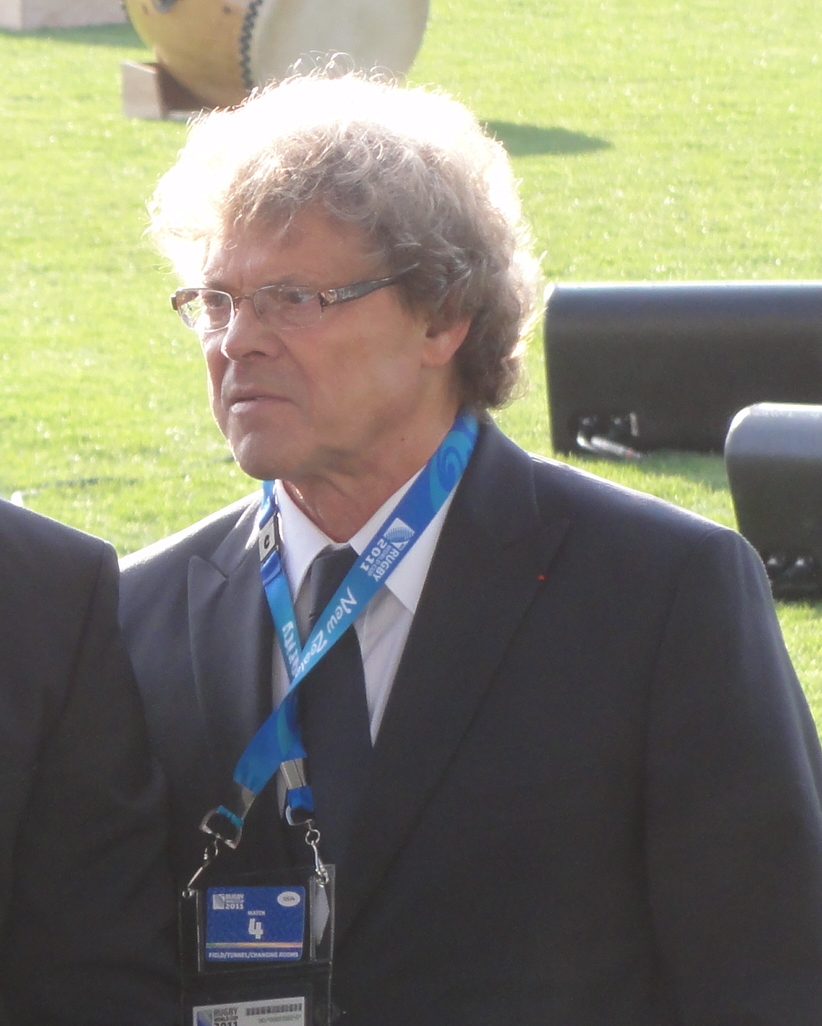
Jo Maso (2011)
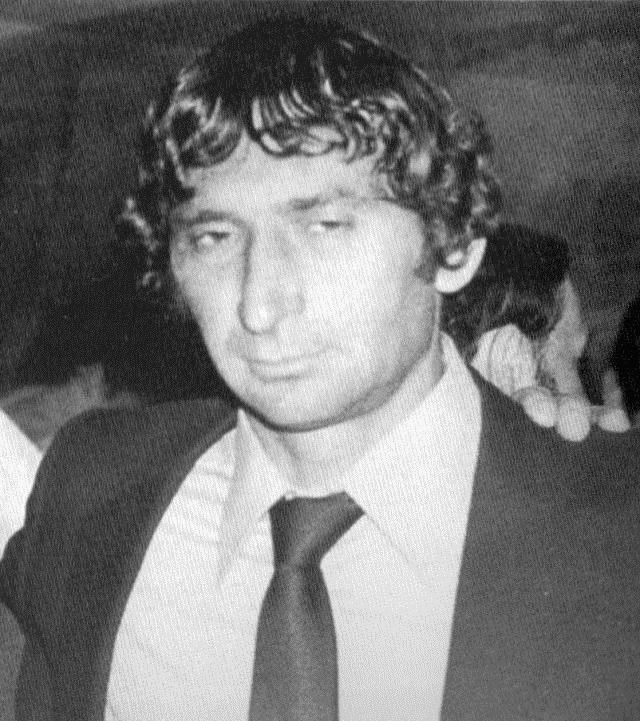
Pierre Villepreux (1978)

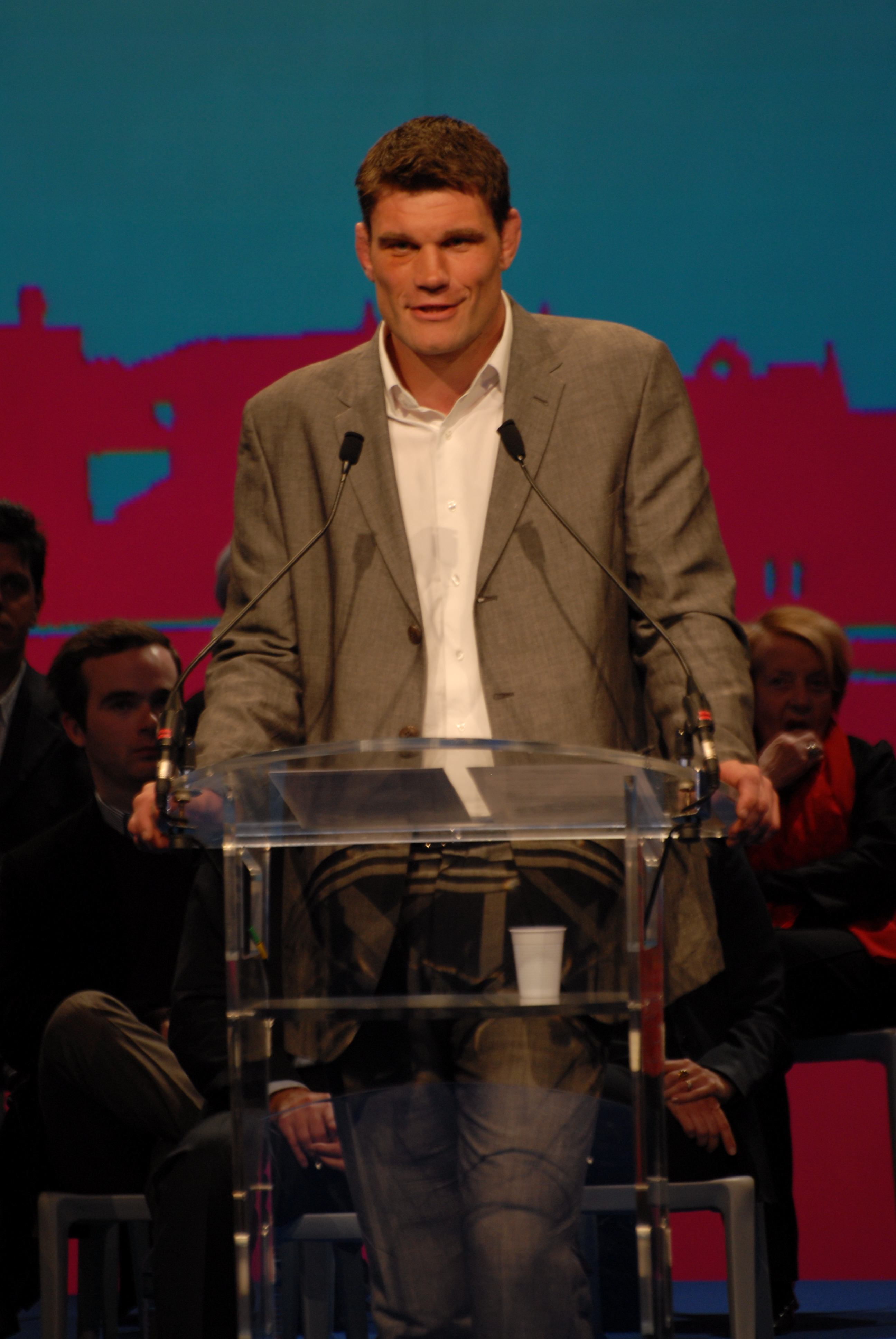
Fabien Pelous (2008)
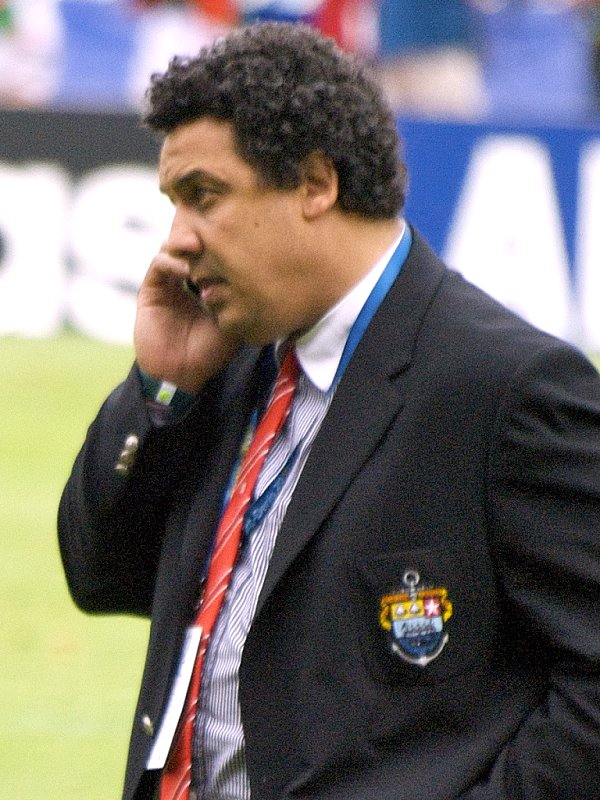
Serge Blanco (2010)

Zwölf französische Spieler wurden aufgrund ihrer herausragenden Leistungen in die World Rugby Hall of Fame aufgenommen:
| Spieler           | Position                           | Aufnahme |
| ----------------- | ---------------------------------- | -------- |
| Philippe Sella    | Innendreiviertel                   | 2008     |
| Serge Blanco      | Schlussmann, Außendreiviertel      | 2010     |
| André Boniface    | Innendreiviertel, Außendreiviertel | 2010     |
| Guy Boniface      | Innendreiviertel                   | 2010     |
| Lucien Mias       | Zweite-Reihe-Stürmer               | 2010     |
| Jean Prat         | Flügelstürmer                      | 2010     |
| Jo Maso           | Innendreiviertel                   | 2014     |
| Jean-Pierre Rives | Flügelstürmer                      | 2015     |
| Marcel Communeau  | Zweite-Reihe-Stürmer               | 2015     |
| Fabien Pelous     | Zweite-Reihe-Stürmer               | 2017     |
| Pierre Villepreux | Schlussmann                        | 2018     |
| Thierry Dusautoir | Flügelstürmer                      | 2023     |

Ebenfalls in die Hall of Fame aufgenommen wurde Pierre de Coubertin (für seinen Einfluss auf den Sport). World Rugby zeichnete drei französische Spieler als Spieler des Jahres aus: Fabien Galthié (2002), Thierry Dusautoir (2011) und Antoine Dupont (2021).

### Spielerstatistiken
Nachfolgend sind die wichtigsten Statistiken aufgelistet, die Spieler Frankreichs betreffen. Die mit * markierten Spieler sind noch aktiv und können sich weiter verbessern.
(Stand: März 2025)
| Rang | Name               | Zeitraum  | Spiele |
| ---- | ------------------ | --------- | ------ |
| 01   | Fabien Pelous      | 1995–2007 | 118    |
| 02   | Philippe Sella     | 1982–1995 | 111    |
| 03   | Raphaël Ibañez     | 1996–2007 | 098    |
| 04   | Gaël Fickou *      | 2013–2025 | 094    |
| 05   | Serge Blanco       | 1980–1991 | 093    |
| 06   | Olivier Magne      | 1997–2007 | 090    |
| 07   | Damien Traille     | 2001–2011 | 086    |
| 08   | Nicolas Mas        | 2003–2015 | 085    |
| 09   | Sylvain Marconnet  | 1998–2011 | 084    |
| 10   | Dimitri Szarzewski | 2004–2015 | 083    |

| Rang | Name                 | Zeitraum  | Spiele |
| ---- | -------------------- | --------- | ------ |
| 01   | Thierry Dusautoir    | 2009–2015 | 56     |
| 02   | Fabien Pelous        | 1997–2006 | 42     |
| 03   | Raphaël Ibañez       | 1998–2007 | 41     |
| 04   | Jean-Pierre Rives    | 1978–1984 | 34     |
| 05   | Philippe Saint-André | 1994–1997 | 34     |
| 06   | Guilhem Guirado      | 2016–2019 | 33     |
| 07   | Antoine Dupont *     | 2021–2025 | 27     |
| 08   | Daniel Dubroca       | 1986–1988 | 25     |
| 09   | Fabien Galthié       | 1999–2003 | 25     |
| 10   | Guy Basquet          | 1948–1952 | 24     |

| Rang | Name                | Zeitraum  | Punkte |
| ---- | ------------------- | --------- | ------ |
| 01   | Thomas Ramos *      | 2019–2025 | 450    |
| 02   | Frédéric Michalak   | 2001–2015 | 436    |
| 03   | Christophe Lamaison | 1996–2001 | 380    |
| 04   | Dimitri Yachvili    | 2002–2012 | 373    |
| 05   | Morgan Parra        | 2008–2019 | 370    |
| 06   | Thierry Lacroix     | 1989–1997 | 367    |
| 07   | Didier Camberabero  | 1982–1993 | 354    |
| 08   | Gérald Merceron     | 1999–2003 | 267    |
| 09   | Jean-Pierre Romeu   | 1972–1977 | 265    |
| 10   | Thomas Castaignède  | 1995–2007 | 252    |

| Rang | Name                   | Zeitraum  | Versuche |
| ---- | ---------------------- | --------- | -------- |
| 01   | Serge Blanco           | 1980–1991 | 38       |
| 02   | Damian Penaud *        | 2017–2025 | 38       |
| 03   | Vincent Clerc          | 2002–2013 | 34       |
| 04   | Philippe Saint-André   | 1990–1997 | 32       |
| 05   | Philippe Sella         | 1982–1995 | 30       |
| 06   | Philippe Bernat-Salles | 1992–2001 | 26       |
| 07   | Émile Ntamack          | 1994–2000 | 26       |
| 08   | Christophe Dominici    | 1998–2007 | 25       |
| 09   | Christian Darrouy      | 1957–1967 | 23       |
| 10   | Aurélien Rougerie      | 2001–2012 | 23       |

### Auswahl und Vorbereitung der Spieler

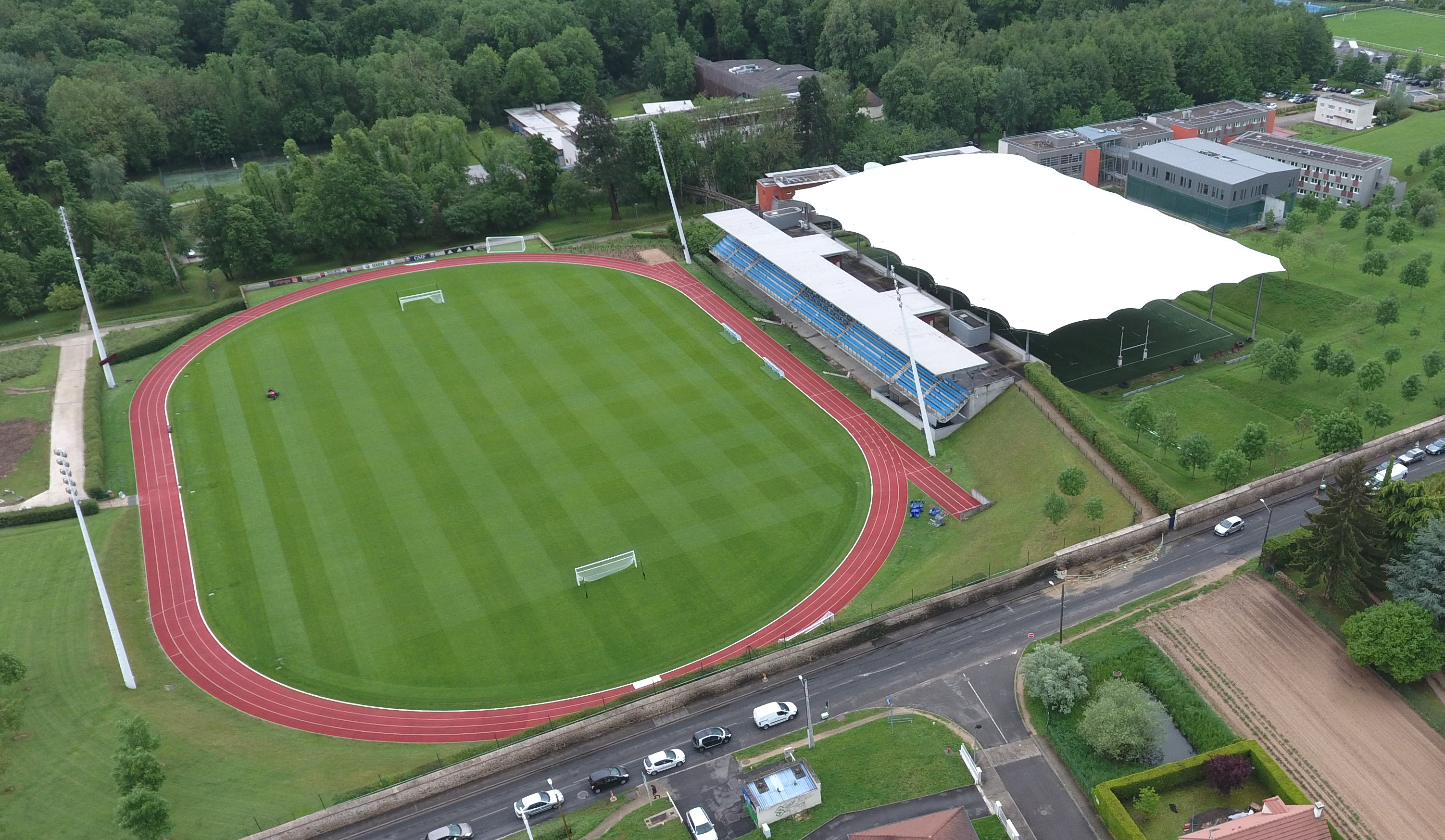
Trainingszentrum in Marcoussis

Im Dezember 2016 kündigte FFR-Präsident Bernard Laporte eine Änderung in den Auswahlkriterien für internationale Turniere an, nach denen nur noch Spieler für die Nationalmannschaft spielen dürfen, die französische Staatsbürger sind. Diese Regelung ist zusätzlich zu den Regeln des Weltverbandes World Rugby, nach denen Spieler für Nationalmannschaften nominiert werden dürfen, die zuvor bereits drei Jahre im Land Rugby Union gespielt haben. Zum 31. Dezember 2020 hat World Rugby diesen Zeitraum auf fünf Jahre verlängert. Vor der Ankündigung des französischen Verbandes durften auch Spieler mit französischen Wurzeln für die Nationalmannschaft spielen, auch wenn sie selbst keinen französischen Pass besaßen. Infolgedessen hat Frankreich seit 2016 die wenigsten im Ausland geborenen Spieler in seinen Kadern für die Six Nations.
Seit den 1970er Jahren bereitete sich die Nationalmannschaft auf den Anlagen des Club Shell in Rueil-Malmaison auf ihre Heimspiele vor. Von 1980 bis 2002 nutzte sie das Landgut La Voisine in Clairefontaine-en-Yvelines, das sich im Besitz der Pernod-Ricard-Gruppe befindet und dem französischen Rugby-Verband zur Verfügung gestellt wurde. Dieses Schlösschen in der Nähe des INF Clairefontaine ist auch als Château Ricard bekannt. Seit 2002 wird jedes Heimspiel im Centre national du rugby in Marcoussis vorbereitet, das über alle notwendigen Einrichtungen verfügt.

## Trainer

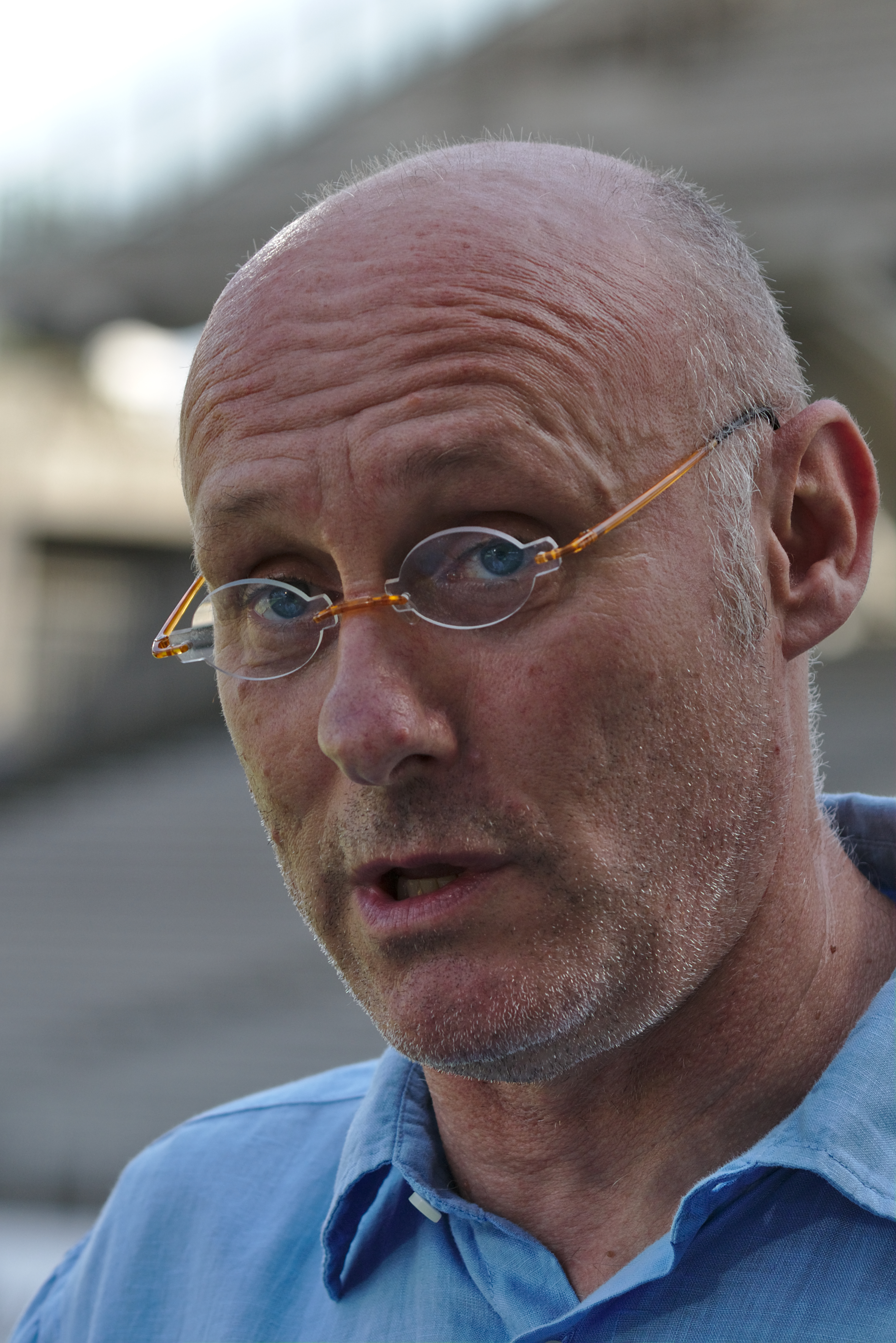
Bernard Laporte (2015)

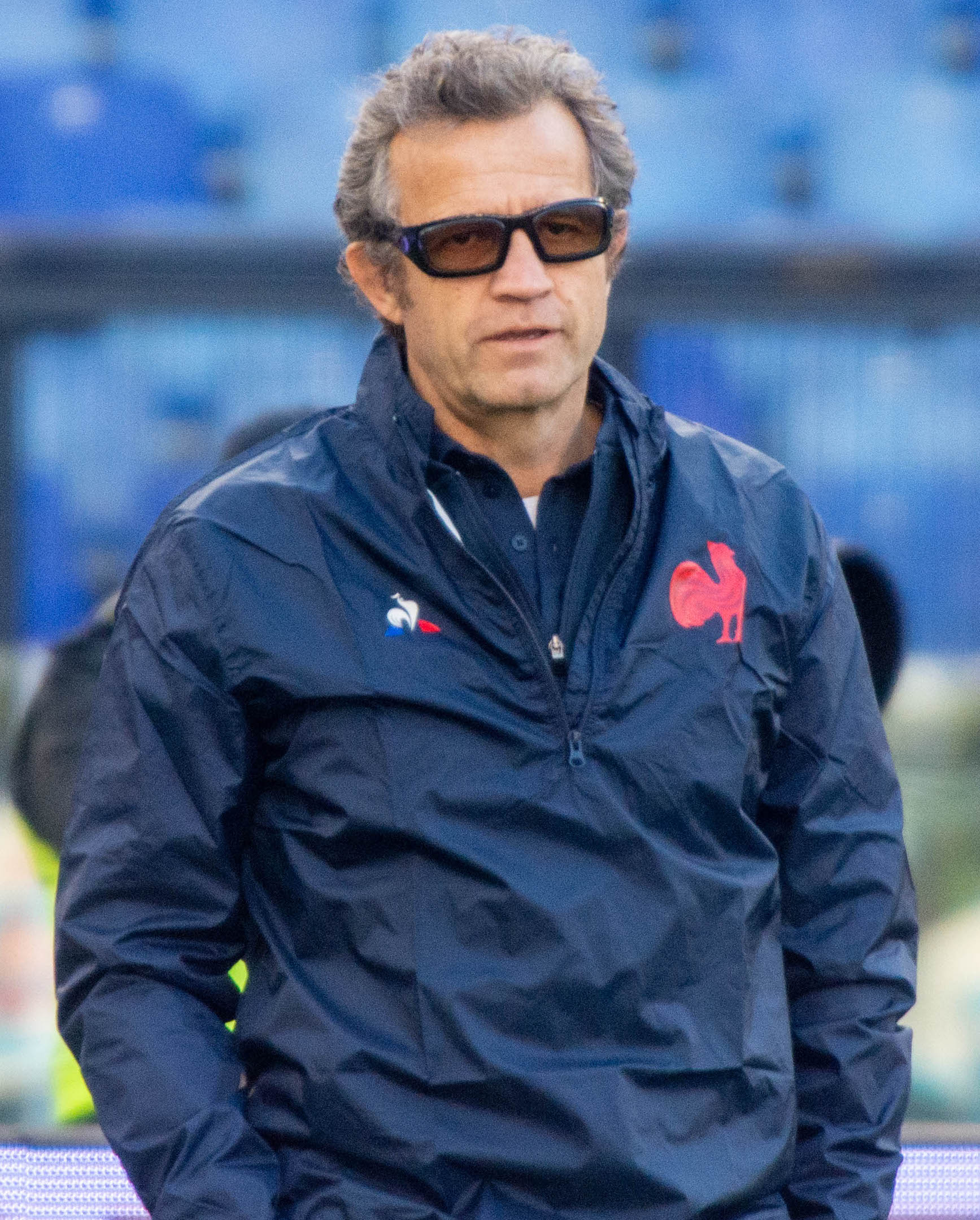
Fabien Galthié (2023)

Frankreich ernannte 1964 mit Jean Prat erstmals einen Nationaltrainer. Aktuell ist Fabien Galthié französischer Nationaltrainer, nachdem er 2020 angestellt wurde.
| Name                 | Jahre     | Siege in % |
| -------------------- | --------- | ---------- |
| Jean Prat            | 1964–1968 | 66         |
| Fernand Cazenave     | 1968–1973 | 32         |
| Jean Desclaux        | 1973–1980 | 58         |
| Jacques Fouroux      | 1981–1990 | 60         |
| Daniel Dubroca       | 1990–1991 | 65         |
| Pierre Berbizier     | 1991–1995 | 67         |
| Jean-Claude Skrela   | 1995–1999 | 65         |
| Bernard Laporte      | 1999–2007 | 63         |
| Marc Lièvremont      | 2007–2011 | 60         |
| Philippe Saint-André | 2011–2015 | 44         |
| Guy Novès            | 2015–2017 | 33         |
| Jacques Brunel       | 2017–2019 | 42         |
| Fabien Galthié       | seit 2020 | 77,79      |

## Auszeichnungen
2002 zeichnete der International Rugby Board, seit 2014 World Rugby, das französische Nationalteam als „Mannschaft des Jahres“ aus.